# Llista de fàrmacs
Aquesta llista de fàrmacs conté un total de 3.470 denominacions dels fàrmacs d'ús més generalitzat a casa nostra amb la seva acció terapèutica o mecanisme d'acció més habitual. El llistat s'ha obtingut a partir del fitxer XML del TermCat que el té disponible sota una llicència oberta compatible amb la Viquipèdia. Originalment n'és autor el Col·legi de Farmacèutics de Barcelona a través del patrocini de l'Obra Social Caixa Sabadell.

## A
- abacavir (antiretroviral)
- abamectina (antihelmíntic)
- abarelix (antagonista de la gonadorelina)
- abatacept (immunomodulador)
- abciximab (antiisquèmic)
- abecarnil (ansiolític)
- abecarnil (anticonvulsiu)
- abetimús (immunosupressor)
- acadesina (antiisquèmic)
- acamprosat de calci (deshabituador de l'alcohol)
- acarbosa (hipoglucemiant oral)
- acebutolol (blocador d'adrenoreceptors beta)
- acecaïnida (antiarrítmic)
- acecarbromal (hipnòtic sedant)
- aceclofenac (antiinflamatori)
- acediasulfona sòdica (antiinfecciós)
- acedobèn (antivíric)
- acefil·lina piperazina (antiasmàtic)
- acefil·lina piperazina (diürètic)
- aceglutamida (psicoestimulant)
- acemannan (antivíric)
- acenocumarol (antagonista de la vitamina K)
- acenocumarol (anticoagulant)
- acepromazina (hipnòtic sedant (vet.))
- aceprometazina (neurolèptic)
- acesulfam potàssic (edulcorant)
- acetarsol (tricomonicida)
- acetazolamida (diürètic inhibidor de l'anhidrasa carbònica)
- acetiamina (emprat en la prevenció i el tractament del dèficit de vitamina B1)
- acetil·leucina (antiemètic)
- acetilcisteïna (mucolític)
- acetildigitoxina (glucòsid cardiotònic)
- acetohexamida (hipoglucemiant oral)
- acetònid de fluclorolona (glucocorticoide)
- acetònid de fluocinolona (glucocorticoide)
- acevaltrat (hipnòtic sedant)
- aciclovir (antivíric)
- àcid acetohidroxàmic (enzim inhibidor de la ureasa)
- àcid acexàmic (antiulcerós)
- àcid aminocaproic (hemostàtic)
- àcid ascòrbic (emprat en la prevenció i el tractament del dèficit de vitamina C)
- àcid aspàrtic (aminoàcid)
- àcid azelaic (antiacneic)
- àcid azelaic (despigmentant)
- àcid carglúmic (antihiperamonièmic)
- àcid cicloxílic (colerètic)
- àcid cicloxílic (hepatoprotector)
- àcid cinamètic (colerètic)
- àcid clavulànic (coadjuvant farmacològic)
- àcid clavulànic (enzim inhibidor de la ß-lactamasa)
- àcid clodrònic (inhibidor de la resorció òssia)
- àcid deshidrocòlic (hidrocolerètic)
- àcid dimecròtic (colerètic)
- àcid edètic (antídot)
- àcid edètic (coadjuvant tecnològic)
- àcid edètic (quelant)
- àcid etacrínic (diürètic de nansa)
- àcid etidrònic (inhibidor de la resorció òssia)
- àcid flufenàmic (analgèsic)
- àcid flufenàmic (antiinflamatori)
- àcid fòlic (emprat en la prevenció i el tractament del dèficit de vitamines del complex B)
- àcid gadobènic (potenciador del contrast en ressonància magnètica nuclear)
- àcid gadopentètic (potenciador del contrast en ressonància magnètica nuclear)
- àcid gadotèric (potenciador del contrast en ressonància magnètica nuclear)
- àcid gadoxètic (potenciador del contrast en ressonància magnètica nuclear)
- àcid gamolènic (àcid gras essencial de la sèrie omega-6)
- àcid glutàmic (aminoàcid)
- àcid incadrònic (inhibidor de la resorció òssia)
- àcid iocetàmic (emprat com a element de contrast en colecistocolangiografia)
- àcid iodoxàmic (emprat com a element de contrast en colecistocolangiografia)
- àcid ioglícic (emprat com a element de contrast en radiografia)
- àcid iopanoic (emprat com a element de contrast en colecistocolangiografia)
- àcid iotalàmic (emprat com a element de contrast)
- àcid iotròxic (emprat com a element de contrast)
- àcid ioxàglic (emprat com a element de contrast)
- àcid ioxitalàmic (emprat com a element de contrast)
- àcid isospaglúmic (antial·lèrgic)
- àcid meclofenàmic (analgèsic)
- àcid meclofenàmic (antiinflamatori)
- àcid meclofenàmic (antipirètic)
- àcid medrònic (inhibidor de la resorció òssia)
- àcid mefenàmic (antipirètic)
- àcid mefenàmic (antiinflamatori)
- àcid mefenàmic (analgèsic)
- àcid micofenòlic (immunosupressor)
- àcid nalidíxic (antiinfecciós quinolònic)
- àcid neridrònic (inhibidor de la resorció òssia)
- àcid nicotínic (emprat en la prevenció i el tractament del dèficit de vitamines del complex B)
- àcid niflúmic (analgèsic)
- àcid niflúmic (antiinflamatori)
- àcid octanoic (antifúngic)
- àcid oròtic (hepatoprotector)
- àcid oròtic (uricosúric)
- àcid oxidrònic (inhibidor de la resorció òssia)
- àcid oxolínic (antiinfecciós quinolònic)
- àcid pamidrònic (inhibidor de la resorció òssia)
- àcid pentètic (quelant)
- àcid pentètic (antídot)
- àcid pipemídic (antiinfecciós quinolònic)
- àcid piromídic (antiinfecciós quinolònic)
- àcid quenodesoxicòlic (antilitiàsic)
- àcid tiaprofènic (analgèsic)
- àcid tiaprofènic (antiinflamatori)
- àcid tiaprofènic (antipirètic)
- àcid tienílic (diürètic)
- àcid tiludrònic (inhibidor de la resorció òssia)
- àcid tolfenàmic (antiinflamatori)
- àcid tranexàmic (hemostàtic)
- àcid ursodesoxicòlic (antilitiàsic)
- àcid valproic (antiepilèptic)
- àcid zoledrònic (inhibidor de la resorció òssia)
- acipimox (antihiperlipèmic)
- acitretina (antipsoriàsic)
- acitretina (queratolític)
- aclarubicina (antineoplàstic)
- aclarubicina (antibiòtic antraciclínic)
- acrivastina (antihistamínic H1)
- actarit (antiinflamatori)
- actarit (analgèsic)
- actinoquinol (protector ocular)
- adalimumab (immunomodulador)
- adapalè (antiacneic)
- adapalè (queratolític)
- adefovir (antivíric)
- ademetionina (antireumàtic)
- ademetionina (analgèsic)
- adifenina (antiespasmòdic)
- adipiodona (emprat com a element de contrast en colecistocolangiografia)
- adrafinil (psicoestimulant)
- adrenalona (hemostàtic)
- adrenalona (vasoconstrictor)
- afelimomab (immunomodulador inhibidor del factor de necrosi tumoral)
- afloqualona (blocador neuromuscular)
- agalsidasa beta (enzim glucolipolític)
- agomelatina (antidepressiu)
- al·lilestrenol (progestagen)
- al·lobarbital (hipnòtic sedant)
- al·loclamida (antitussigen)
- al·lopurinol (uricostàtic)
- alacepril (antihipertensor)
- alanina (aminoàcid)
- alatrofloxacina (antibiòtic fluoroquinolònic)
- albendazole (antihelmíntic (vet.))
- alclometasona (antiinflamatori)
- alcloxa (astringent)
- alcloxa (queratolític)
- alcohol benzílic (anestèsic local)
- alcohol benzílic (desinfectant)
- aldesleukina (immunoestimulant)
- aldioxa (astringent)
- aldioxa (queratolític)
- aldosterona (mineralocorticoide)
- alefacept (antipsoriàsic)
- alemtuzumab (antineoplàstic)
- alemtuzumab (immunomodulador)
- alendronat de sodi (hipocalcemiant)
- alendronat de sodi (inhibidor de la resorció òssia)
- alexitol sòdic (antiàcid)
- alfacalcidol (emprat en la prevenció i el tractament del dèficit de vitamina D)
- alfadex (coadjuvant farmacèutic)
- alfadolona (anestèsic intravenós)
- alfaprostol (prostaglandina)
- alfaxalona (anestèsic intravenós)
- alfentanil (analgèsic)
- alfoscerat de colina (precursor de l'acetilcolina)
- alfuzosina (antihipotensor)
- alfuzosina (blocador d'adrenoreceptors beta)
- algestona (antiinflamatori)
- alglucerasa (glicoproteïna)
- alglucosidasa alfa (enzim glucolipolític)
- alibendol (colerètic)
- alimemazina (antihistamínic H1)
- alimemazina (neurolèptic)
- aliskirèn (antihipertensor)
- alitretinoïna (antineoplàstic)
- alitretinoïna (queratolític)
- alizaprida (antiemètic)
- almagat (antiàcid)
- almasilat (antiàcid)
- alminoprofèn (antiinflamatori)
- alminoprofèn (analgèsic)
- almitrina (estimulant respiratori)
- almotriptan (antimigranyós)
- alosetró (antagonista de la serotonina)
- alosetró (antidiarreic)
- aloxiprina (analgèsic)
- aloxiprina (antipirètic)
- alpiroprida (antimigranyós)
- alprazolam (tranquil·litzant)
- alprenolol (blocador d'adrenoreceptors beta)
- alprostadil (autacoide)
- alprostadil (vasodilatador)
- alprostadil (prostaglandina)
- alteplasa (anticoagulant)
- alteplasa (trombolític)
- altizida (diürètic tiazídic)
- altrenogest (progestagen)
- altretamina (antineoplàstic)
- alverina (antiespasmòdic)
- alvimopan (antagonista opioide perifèric)
- amantadina (antiparkinsonià)
- amantadina (antivíric)
- ambrisentan (antihipertensor pulmonar)
- ambroxol (expectorant)
- ambucetamida (antiespasmòdic)
- amcinonida (glucocorticoide)
- amfetamina (psicoestimulant)
- amfetaminil (psicoestimulant)
- amfotericina B (antibiòtic antifúngic)
- amidotrizoat de sodi (emprat com a element de contrast)
- amifenazole (analèptic)
- amifostina (citoprotector)
- amikacina (antibiòtic aminoglicosídic)
- amikel·lina (antiespasmòdic)
- amilmetacresol (antisèptic)
- amilòmer (coadjuvant farmacèutic)
- amilorida (diürètic estalviador de potassi)
- amiloxat (protector solar)
- amineptina (antidepressiu tricíclic)
- aminoacridina (antisèptic)
- aminoacridina (desinfectant)
- aminofenazona (analgèsic)
- aminofenazona (antipirètic)
- aminofil·lina (antiasmàtic)
- aminofil·lina (diürètic)
- aminoglutetimida (antineoplàstic)
- amiodarona (vasodilatador coronari)
- amisulprida (neurolèptic)
- amisulprida (antiespasmòdic)
- amitraz (insecticida)
- amitriptilina (antidepressiu tricíclic)
- amlexanox (antial·lèrgic)
- amlexanox (broncodilatador)
- amlodipina (antihipertensor)
- amlodipina (blocador dels canals del calci)
- amobarbital (hipnòtic sedant)
- amocarzina (antihelmíntic)
- amodiaquina (antipalúdic)
- amodiaquina (antiprotozoari)
- amorolfina (antifúngic)
- amosulalol (blocador d'adrenoreceptors beta)
- amoxapina (antidepressiu tricíclic)
- amoxicil·lina (antibiòtic penicil·línic sensible a la penicil·linasa)
- amperozida (antipsicòtic (vet.))
- ampicil·lina (antibiòtic penicil·línic sensible a la penicil·linasa)
- ampiroxicam (antiinflamatori)
- amprenavir (anti-VIH)
- amproli (antiprotozoari (vet.))
- amrinona (cardiotònic)
- amrubicina (antineoplàstic)
- amsacrina (antineoplàstic)
- amtolmetina guacil (analgèsic)
- amtolmetina guacil (antiinflamatori)
- anagrelida (inhibidor de la fosfodiesterasa)
- anakinra (antiinflamatori)
- anakinra (analgèsic)
- anastrozole (inhibidor de l'aromatasa)
- ancestim (antianèmic)
- ancrod (anticoagulant)
- ancrod (trombolític)
- androstanolona (anabolitzant)
- angiotensinamida (agonista de l'angiotensina)
- angiotensinamida (antihipotensor)
- anidulafungina (antifúngic)
- anileridina (analgèsic opiaci)
- aniracetam (nootròpic)
- anisindiona (antagonista de la vitamina K)
- anisindiona (anticoagulant)
- anistreplasa (trombolític)
- anistreplasa (anticoagulant)
- antazolina (antihistamínic H1)
- antitrombina III (anticoagulant)
- antitrombina III (antitrombòtic)
- apafant (inhibidor de l'agregació plaquetària)
- apaflurà (propel·lent d'aerosols)
- apolat de sodi (anticoagulant)
- apolat de sodi (inhibidor de l'agregació plaquetària)
- apraclonidina (emprat en el tractament del glaucoma)
- apraclonidina (simpaticomimètic)
- apramicina (antibiòtic aminoglicosídic (vet.))
- aprepitant (antiemètic)
- aprindina (antiarrítmic)
- aprobarbital (hipnòtic sedant)
- aprotinina (antifibrinolític)
- aprotinina (antihemorràgic)
- aptiganel (antagonista del glutamat)
- aranidipina (blocador dels canals del calci)
- arbekacina (antibiòtic aminoglicosídic)
- arbutamina (cardiotònic)
- ardeparina sòdica (anticoagulant)
- argatroban (anticoagulant)
- argatroban (trombolític)
- arginina (aminoàcid)
- arginina (hepatoprotector)
- argipressina (hormona antidiürètica)
- argipressina (hormona pituïtària posterior)
- aripiprazole (antipsicòtic)
- arotinolol (antiarrítmic)
- artemèter (antipalúdic)
- artemisinina (antipalúdic)
- artemotil (antipalúdic)
- artesunat (antipalúdic)
- articaïna (anestèsic local)
- ascorbat de sodi (factor vitamínic)
- aspartam (edulcorant)
- aspoxicil·lina (antibiòtic penicil·línic)
- astemizole (antial·lèrgic)
- astromicina (antibiòtic aminoglicosídic)
- atazanavir (anti-VIH)
- atenolol (blocador d'adrenoreceptors beta)
- atevirdina (antiretroviral)
- atipamezole (quelant)
- atipamezole (antídot)
- atomoxetina (inhibidor de la recaptació de noradrenalina)
- atorvastatina (hipolipemiant)
- atosiban (anàleg peptídic de l'oxitocina)
- atovaquona (antipalúdic)
- auranofina (antireumàtic)
- aurotiomalat de sodi (antireumàtic)
- aurotiosulfat de sodi (antireumàtic)
- aviptadil (vasodilatador)
- avobenzona (protector solar)
- avoparcina (antibiòtic glucopeptídic)
- azacitidina (antineoplàstic)
- azanidazole (tricomonicida)
- azaperona (hipnòtic sedant (vet.))
- azasetró (antiemètic)
- azatadina (antial·lèrgic)
- azatadina (antihistamínic H1)
- azatioprina (immunosupressor)
- azelastina (antial·lèrgic)
- azelastina (antiasmàtic)
- azelastina (antihistamínic)
- azelnidipina (antiarrítmic)
- azidamfenicol (antibiòtic cloramfenicòlic)
- azidocil·lina (antibiòtic penicil·línic sensible a la penicil·linasa)
- azimilida (antiarrítmic)
- azintamida (colerètic)
- azitromicina (antibiòtic macròlid)
- azlocil·lina (antibiòtic penicil·línic)
- azosemida (diürètic de nansa)
- aztreonam (antibiòtic monobactàmic)

## B
| Índex: A B C D E F G H I J K L M N O P Q R S T U V W X Y Z — Especials Inici — vegeu també — enllaços externs |

- bacampicil·lina (antibiòtic penicil·línic sensible a la penicil·linasa)
- bacitracina (antibiòtic polipeptídic)
- baclofèn (antiespasmòdic)
- balofloxacina (antibiòtic fluoroquinolònic)
- balsalazida (antiinflamatori intestinal)
- bambermicina (antibiòtic (vet.))
- bambuterol (antiasmàtic)
- bambuterol (broncodilatador)
- bametan (vasodilatador perifèric)
- bamifil·lina (broncodilatador)
- bamipina (antial·lèrgic)
- bamipina (antihistamínic H1)
- baquiloprim (antibiòtic diaminopirimidínic)
- barbexaclona (antiepilèptic)
- barbital (hipnòtic sedant)
- barnidipina (antihistamínic)
- basiliximab (immunosupressor)
- batimastat (antineoplàstic)
- batroxobina (hemostàtic)
- becaplermina (factor de creixement derivat de les plaquetes)
- beclamida (antiepilèptic)
- beclometasona (glucocorticoide)
- befloxatona (antidepressiu IMAO)
- befunolol (emprat en el tractament del glaucoma)
- befunolol (blocador d'adrenoreceptors beta)
- bekanamicina (antibiòtic aminoglicosídic)
- bemegrida (analèptic)
- bemetizida (diürètic tiazídic)
- bemiparina sòdica (anticoagulant)
- benactizina (tranquil·litzant)
- benazepril (antihipertensor)
- benciclà (vasodilatador perifèric)
- bendamustina (antineoplàstic)
- bendazac (antiinflamatori)
- bendazol (vasodilatador)
- bendroflumetiazida (diürètic tiazídic)
- benexat (antiúlcera gàstrica)
- benfluorex (antihiperlipèmic)
- benfotiamina (emprat en la prevenció i el tractament del dèficit de vitamina B1)
- benidipina (antihipertensor)
- benidipina (blocador dels canals del calci)
- benorilat (analgèsic)
- benorilat (antiinflamatori)
- benorilat (antipirètic)
- benoxaprofèn (analgèsic)
- benoxaprofèn (antiinflamatori)
- benoxaprofèn (antipirètic)
- benperidol (neurolèptic)
- benproperina (antitussigen)
- benserazida (antiparkinsonià)
- bentazepam (ansiolític)
- bentiromida (agent de diagnòstic de la funció pancreàtica)
- benzatropina (anticolinèrgic central)
- benzatropina (antiparkinsonià)
- benzbromarona (uricosúric)
- benzfetamina (anorèctic)
- benzidamina (analgèsic)
- benzidamina (antiinflamatori)
- benzidamina (antipirètic)
- benzilpenicil·lina (antibiòtic penicil·línic sensible a la penicil·linasa)
- benzilpenicil·lina benzatina (antibiòtic penicil·línic sensible a la penicil·linasa)
- benziodarona (vasodilatador coronari)
- benznidazole (antiprotozoari)
- benzoat de denatoni (desnaturalitzador)
- benzoat de denatoni (coadjuvant tecnològic)
- benzoat d'estradiol (estrogen)
- benzobarbital (hipnòtic sedant)
- benzocaïna (anestèsic local)
- benzonatat (antitussigen)
- benzoxiquina (antisèptic)
- benzoxiquina (desinfectant)
- benzquercina (antihemorroidal)
- benzquercina (vasoprotector)
- benztiazida (diürètic tiazídic)
- bepiastina (antial·lèrgic)
- bepiastina (antihistamínic H1)
- bepridil (antiarrítmic)
- bepridil (vasodilatador coronari)
- beraprost (vasodilatador)
- beraprost (antiagregant plaquetari)
- besifloxacina (antibiòtic fluoroquinolònic)
- besilat d'atracuri (blocador neuromuscular)
- besilat de cisatracuri (relaxant muscular)
- betacarotè (factor vitamínic)
- betacarotè (protector solar)
- betadex (coadjuvant farmacèutic)
- betahistina (vasodilatador)
- betametasona (glucocorticoide)
- betamipró (protector renal)
- betanidina (antihipertensor)
- betaxolol (blocador d'adrenoreceptors beta)
- bevacizumab (antineoplàstic)
- bevacizumab (antiangiogènic)
- bevantolol (blocador d'adrenoreceptors beta)
- bexarotè (antineoplàstic)
- bezafibrat (hipolipemiant)
- bezitramida (analgèsic opiaci)
- biapenem (antibiòtic carbapenèmic)
- bibrocatol (antisèptic)
- bibrocatol (desinfectant)
- bicalutamida (antineoplàstic)
- biclotimol (antisèptic)
- bifemelà (nootròpic)
- bifonazole (fungicida d'ús tòpic)
- bimatoprost (emprat en el tractament del glaucoma)
- binifibrat (hipolipemiant)
- biotina (emprat en la prevenció i el tractament del dèficit de vitamines del complex B)
- biperidèn (anticolinèrgic central)
- biperidèn (antiparkinsonià)
- bisacodil (laxant)
- bisantrè (antineoplàstic)
- bisbentiamina (factor vitamínic)
- biscumacetat d'etil (antagonista de la vitamina K)
- biscumacetat d'etil (anticoagulant)
- bisoprolol (blocador d'adrenoreceptors beta2)
- bisoprolol (antiarrítmic)
- bisoxatina (laxant)
- bisulfit sòdic de menadiona (factor vitamínic)
- bitartrat de detajmi (antiarrítmic)
- bitartrat de prajmali (antiarrítmic)
- bitionol (antihelmíntic)
- bitolterol (broncodilatador)
- bivalirudina (anticoagulant)
- bleomicina (antibiòtic glucopeptídic)
- bleomicina (antineoplàstic)
- bopindolol (antihipertensor)
- bopindolol (blocador d'adrenoreceptors beta)
- borat de fenilmercuri (coadjuvant farmacèutic)
- bornaprina (antiparkinsonià)
- bortezomib (antineoplàstic)
- bosentan (antihipertensor)
- bral·lobarbital (hipnòtic sedant)
- brequinar (antineoplàstic)
- brimonidina (emprat en el tractament del glaucoma)
- brinzolamida (emprat en el tractament del glaucoma)
- brivudina (antivíric)
- brodimoprim (antibiòtic diaminopirimidínic)
- brofaromina (antidepressiu)
- bromazepam (tranquil·litzant)
- bromazina (antihistamínic H1)
- bromazina (antial·lèrgic)
- bromelaïna (antiinflamatori)
- bromfenac (antiinflamatori)
- bromfeniramina (antial·lèrgic)
- bromfeniramina (antihistamínic H1)
- bromhexina (expectorant)
- bromisoval (hipnòtic sedant)
- bromocriptina (antiparkinsonià)
- bromocriptina (inhibidor de l'alletament)
- bromofenofós (antihelmíntic (vet.))
- bromoprida (antiemètic)
- bromperidol (neurolèptic)
- bromur d'azametoni (antihipertensor ganglioplègic)
- bromur de bibenzoni (antitussigen)
- bromur de butropi (antiespasmòdic)
- bromur de cetrimoni (desinfectant)
- bromur de cetrimoni (antisèptic)
- bromur de cicloni (antiespasmòdic)
- bromur de cimetropi (anticolinèrgic)
- bromur de clidini (anticolinèrgic)
- bromur de clidini (antiespasmòdic)
- bromur de demecari (parasimpaticomimètic)
- bromur de demecari (miòtic)
- bromur de demecari (inhibidor de la colinesterasa)
- bromur de distigmina (parasimpaticomimètic)
- bromur de distigmina (inhibidor de la colinesterasa)
- bromur de dodecloni (antisèptic)
- bromur de fenpiverini (antiespasmòdic)
- bromur de fentoni (anticolinèrgic)
- bromur de fentoni (antiespasmòdic)
- bromur de flutropi (broncodilatador)
- bromur de glicopirroni (anticolinèrgic)
- bromur de glicopirroni (antiespasmòdic)
- bromur de mepenzolat (antiespasmòdic)
- bromur de mepenzolat (anticolinèrgic)
- bromur de metantelini (antiespasmòdic)
- bromur de metantelini (anticolinèrgic)
- bromur de metilbenactizi (antagonista muscarínic)
- bromur de metilbenactizi (antiespasmòdic)
- bromur de neostigmina (inhibidor de la colinesterasa)
- bromur de neostigmina (parasimpaticomimètic)
- bromur de pancuroni (blocador neuromuscular)
- bromur de parapenzolat (antiespasmòdic)
- bromur de parapenzolat (anticolinèrgic)
- bromur de pinaveri (antiespasmòdic)
- bromur de pipecuroni (blocador neuromuscular)
- bromur de pipenzolat (antiespasmòdic)
- bromur de pipenzolat (anticolinèrgic)
- bromur de piridostigmina (parasimpaticomimètic)
- bromur de prifini (antiespasmòdic)
- bromur de rapacuroni (blocador neuromuscular)
- bromur de rocuroni (blocador neuromuscular)
- bromur de timepidi (anticolinèrgic)
- bromur de tiotropi (broncodilatador)
- bromur de tiquizi (antiespasmòdic)
- bromur de tonzoni (coadjuvant farmacèutic)
- bromur de vecuroni (blocador neuromuscular)
- bromur de xenitropi (anticolinèrgic)
- bromur de xenitropi (antiespasmòdic)
- bromur d'ipratropi (anticolinèrgic)
- bromur d'ipratropi (broncodilatador)
- bromur d'otiloni (anticolinèrgic)
- bromur d'otiloni (antiespasmòdic)
- bromur d'oxifenoni (anticolinèrgic)
- bromur d'oxifenoni (antiespasmòdic)
- bromur d'oxitropi (anticolinèrgic)
- bromur d'oxitropi (broncodilatador)
- bronopol (coadjuvant tecnològic)
- bronopol (conservant)
- broparestrol (agonista estrogen)
- broparestrol (antiacneic)
- bropirimina (antineoplàstic)
- brotizolam (hipnòtic sedant)
- brovanexina (mucolític)
- broxiquinolina (amebicida)
- broxiquinolina (antiprotozoari)
- broxuridina (antineoplàstic)
- bucil·lamina (antireumàtic)
- bucindolol (antihipertensor)
- bucindolol (blocador d'adrenoreceptors beta)
- bucladesina (cardiotònic)
- buclizina (antihistamínic H1)
- buclizina (antial·lèrgic)
- buclosamida (fungicida d'ús tòpic)
- budesonida (glucocorticoide)
- budipina (antiparkinsonià)
- bufeniode (antihipertensor)
- bufexamac (analgèsic)
- bufexamac (antiinflamatori)
- bufexamac (antipirètic)
- buflomedil (vasodilatador perifèric)
- buformina (hipoglucemiant oral)
- bumetanida (diürètic de nansa)
- bunazosina (blocador d'adrenoreceptors alfa)
- bunitrolol (blocador d'adrenoreceptors beta)
- buparvaquona (antiprotozoari (vet.))
- bupivacaïna (anestèsic local)
- bupranolol (blocador d'adrenoreceptors beta)
- bupranolol (emprat en el tractament del glaucoma)
- buprenorfina (analgèsic opioide)
- bupropió (antidepressiu)
- bupropió (deshabituador del tabac)
- buserelina (antihistamínic H1)
- buserelina (antineoplàstic)
- buspirona (tranquil·litzant)
- busulfan (antineoplàstic alquilant)
- butacaïna (anestèsic local)
- butalamina (vasodilatador perifèric)
- butalbital (hipnòtic sedant)
- butamirat (antitussigen)
- butenafina (antifúngic)
- butetamat (antiespasmòdic)
- butinolina (antiespasmòdic)
- butizida (diürètic)
- butoconazole (antifúngic)
- butorfanol (analgèsic)
- butorfanol (antitussigen)
- butriptilina (antidepressiu tricíclic)

## C
| Índex: A B C D E F G H I J K L M N O P Q R S T U V W X Y Z — Especials Inici — vegeu també — enllaços externs |

- cabergolina (antiparkinsonià)
- cabergolina (inhibidor i supressor de l'alletament)
- cadralazina (antihipertensor)
- cafedrina (analèptic)
- calcifediol (emprat en la prevenció i el tractament del dèficit de vitamina D)
- calcipotriol (antipsoriàsic)
- calcitonina (hipocalcemiant)
- calcitonina (inhibidor de la resorció òssia)
- calcitriol (emprat en la prevenció i el tractament del dèficit de vitamina D)
- camazepam (tranquil·litzant)
- cambendazole (antihelmíntic (vet.))
- camilofina (antiespasmòdic)
- camostat (inhibidor de la proteasa)
- candicidina (antibiòtic antifúngic)
- candoxatril (antihipertensor)
- cangrelor (antiagregant plaquetari)
- canrenona (diürètic antagonista de l'aldosterona)
- capecitabina (antineoplàstic)
- capreomicina (antituberculós)
- caproat de gestonorona (progestagen)
- captodiam (tranquil·litzant)
- captopril (antihipertensor)
- caramifèn (anticolinèrgic central)
- caramifèn (antiparkinsonià)
- carazolol (blocador d'adrenoreceptors beta)
- carbacol (miòtic)
- carbacol (parasimpaticomimètic)
- carbadox (antibiòtic (vet.))
- carbadox (estimulant de la massa corporal (vet.))
- carbamazepina (antiepilèptic)
- carbasalat càlcic (analgèsic)
- carbasalat càlcic (antipirètic)
- carbazocroma (hemostàtic)
- carbenicil·lina (antibiòtic penicil·línic)
- carbenoxolona (antiinflamatori)
- carbetocina (anàleg sintètic de l'oxitocina)
- carbetocina (estimulant uterí)
- carbidopa (antiparkinsonià)
- carbimazole (antitiroidal)
- carbimida càlcica (deshabituador de l'alcohol)
- carbinoxamina (antial·lèrgic)
- carbinoxamina (antihistamínic H1)
- carbocisteïna (mucolític)
- carbocromèn (vasodilatador coronari)
- carboplatí (antineoplàstic)
- carboprost (oxitòcic)
- carboprost (prostaglandina)
- carboquona (antineoplàstic alquilant)
- carbromal (hipnòtic sedant)
- carbutamida (hipoglucemiant oral)
- carfecil·lina (antibiòtic penicil·línic)
- carfentanil (analgèsic)
- carindacil·lina (antibiòtic penicil·línic)
- carisoprodol (relaxant muscular d'acció central)
- carmel·losa (coadjuvant tecnològic)
- carmel·losa (laxant formador de massa)
- carmofur (antineoplàstic)
- carmustina (antineoplàstic alquilant)
- carnidazole (antiprotozoari (vet.))
- carnitina (emprat com a cofactor en el metabolisme dels àcids grassos)
- caroverina (antiespasmòdic)
- carperitida (cardiotònic)
- carpipramina (antidepressiu tricíclic)
- carprofèn (antipirètic)
- carprofèn (analgèsic)
- carprofèn (antiinflamatori)
- carteolol (blocador d'adrenoreceptors beta)
- carteolol (emprat en el tractament del glaucoma)
- carumonam (antibiòtic monobactàmic)
- carvedilol (antihipertensor)
- carzenida (diürètic inhibidor de l'anhidrasa carbònica)
- caspofungina (antifúngic)
- catina (anorèctic)
- catinona (estimulant)
- cefaclor (antibiòtic cefalosporínic sensible a la cefalosporinasa)
- cefadroxil (antibiòtic cefalosporínic sensible a la cefalosporinasa)
- cefalexina (antibiòtic cefalosporínic sensible a la cefalosporinasa)
- cefaloni (antibiòtic cefalosporínic)
- cefaloridina (antibiòtic cefalosporínic sensible a la cefalosporinasa)
- cefalotina (antibiòtic cefalosporínic sensible a la cefalosporinasa)
- cefamandole (antibiòtic cefalosporínic)
- cefapirina (antibiòtic cefalosporínic sensible a la cefalosporinasa)
- cefatrizina (antibiòtic cefalosporínic)
- cefazolina (antibiòtic cefalosporínic sensible a la cefalosporinasa)
- cefbuperazona (antibiòtic cefalosporínic)
- cefcapè (antibiòtic cefalosporínic)
- cefdinir (antibiòtic cefalosporínic)
- cefditorèn (antibiòtic cefalosporínic)
- cefepima (antibiòtic cefalosporínic)
- cefetamet (antibiòtic cefalosporínic)
- cefixima (antibiòtic cefalosporínic)
- cefluprenam (antibiòtic cefalosporínic)
- cefmenoxima (antibiòtic cefalosporínic)
- cefmetazole (antibiòtic cefalosporínic)
- cefminox (antibiòtic cefalosporínic)
- cefodizima (antibiòtic cefalosporínic)
- cefonicid (antibiòtic cefalosporínic)
- cefoperazona (antibiòtic cefalosporínic)
- ceforanida (antibiòtic cefalosporínic)
- cefoselís (antibiòtic cefalosporínic)
- cefotaxima (antibiòtic cefalosporínic)
- cefotetan (antibiòtic cefalosporínic)
- cefotiam (antibiòtic cefalosporínic)
- cefoxitina (antibiòtic cefalosporínic resistent a la cefalosporinasa)
- cefozopran (antibiòtic cefalosporínic)
- cefpiramida (antibiòtic cefalosporínic)
- cefpiroma (antibiòtic cefalosporínic)
- cefpodoxima (antibiòtic cefalosporínic)
- cefprozil (antibiòtic cefalosporínic)
- cefquinoma (antibiòtic cefalosporínic)
- cefradina (antibiòtic cefalosporínic sensible a la cefalosporinasa)
- cefsulodina (antibiòtic cefalosporínic)
- ceftazidima (antibiòtic cefalosporínic)
- cefteram (antibiòtic cefalosporínic)
- ceftezole (antibiòtic cefalosporínic)
- ceftibutèn (antibiòtic cefalosporínic)
- ceftizoxima (antibiòtic cefalosporínic)
- ceftriaxona (antibiòtic cefalosporínic)
- cefuroxima (antibiòtic cefalosporínic resistent a la cefalosporinasa)
- cel·lacefat (coadjuvant farmacèutic)
- celecoxib (analgèsic)
- celecoxib (antiinflamatori)
- celiprolol (blocador d'adrenoreceptors beta)
- cerivastatina (hipolipemiant)
- certoparina sòdica (anticoagulant)
- ceruletida (agent de diagnòstic de la funció pancreàtica)
- cetiedil (vasodilatador perifèric)
- cetirizina (antihistamínic H1)
- cetomacrogol 1.000 (coadjuvant farmacèutic)
- cetraxat (antiúlcera pèptica)
- cetrimida (antisèptic)
- cetrimida (desinfectant)
- cetromicina (antibiòtic macròlid)
- cetrorelix (antagonista de la gonadorelina)
- cetuximab (antineoplàstic)
- cetuximab (immunomodulador)
- cevimelina (agonista muscarínic)
- ciamemazina (neurolèptic)
- cianocobalamina (antianèmic)
- cianocobalamina (emprat en la prevenció i el tractament del dèficit de vitamina B12)
- cibenzolina (antiarrítmic)
- ciclacil·lina (antibiòtic penicil·línic)
- ciclamat de sodi (coadjuvant farmacèutic)
- ciclandelat (vasodilatador perifèric)
- ciclesonida (glucocorticoide)
- cicletanina (diürètic)
- cicletanina (antihipertensor)
- cicliomenol (antisèptic)
- ciclizina (antiemètic)
- ciclizina (antihistamínic H1)
- ciclobarbital (hipnòtic sedant)
- ciclobenzaprina (antidepressiu tricíclic)
- ciclobutirol (colerètic)
- ciclofenil (estimulant de la gonadotrofina)
- ciclofosfamida (antineoplàstic alquilant)
- cicloheximida (antibiòtic antifúngic)
- ciclopentiazida (diürètic tiazídic)
- ciclopentolat (anticolinèrgic)
- ciclopirox (antifúngic)
- ciclopropà (anestèsic inhalatori)
- cicloserina (antituberculós)
- ciclosporina (immunosupressor)
- ciclotiazida (diürètic tiazídic)
- ciclovalona (colerètic)
- cicotiamina (emprat en la prevenció i el tractament del dèficit de vitamina B1)
- cidofovir (antivíric)
- cilansetró (antiemètic)
- cilastatina (inhibidor enzimàtic)
- cilazapril (antihipertensor)
- cilnidipina (blocador dels canals del calci)
- cilnidipina (antihipertensor)
- cilostazol (vasodilatador cerebral)
- cilostazol (anticoagulant)
- cilostazol (inhibidor de l'agregació plaquetària)
- cimetidina (antagonista dels receptors de la histamina H2)
- cimetidina (inhibidor de la secreció àcida gàstrica)
- cinacalcet (antiparatiroidal)
- cincocaïna (anestèsic local)
- cinepazet (vasodilatador coronari)
- cinepazet (vasodilatador perifèric)
- cinitaprida (antidopaminèrgic)
- cinitaprida (procinètic gastrointestinal)
- cinnamedrina (antiespasmòdic)
- cinnarizina (antihistamínic H1)
- cinnarizina (antiemètic)
- cinolazepam (ansiolític)
- cinoxacina (antiinfecciós quinolònic)
- cinoxat (protector solar)
- ciprocinonida (glucocorticoide)
- ciprofibrat (hipolipemiant)
- ciprofloxacina (antibiòtic fluoroquinolònic)
- ciproheptadina (antial·lèrgic)
- ciproheptadina (antihistamínic)
- ciproheptadina (estimulant de l'apetit)
- ciproterona (antiandrogen)
- ciromazina (ectoparasiticida (vet.))
- cisaprida (procinètic gastrointestinal)
- cisplatí (antineoplàstic)
- cisteïna (emprat com a suplement orgànic)
- cistina (aminoàcid)
- citalopram (antidepressiu)
- citarabina (antineoplàstic)
- citicolina (nootròpic)
- citiolona (hepatoprotector)
- cladribina (antineoplàstic)
- claritromicina (antibiòtic macròlid)
- clazuril (antiprotozoari (vet.))
- cleboprida (antiemètic)
- clefamida (amebicida)
- clefamida (antiprotozoari)
- clemastina (antihistamínic H1)
- clemastina (antial·lèrgic)
- clemizole (antihistamínic H1)
- clemizole (antial·lèrgic)
- clenbuterol (anabolitzant (vet.))
- clenbuterol (antiasmàtic)
- climbazole (antifúngic)
- clinafloxacina (antibiòtic fluoroquinolònic)
- clindamicina (antibiòtic lincosamínic)
- clinofibrat (hipolipemiant)
- clioquinol (amebicida)
- clioquinol (antiinfecciós)
- clioquinol (antiprotozoari)
- clobazam (tranquil·litzant)
- clobenzorex (anorèctic)
- clobetasol (glucocorticoide)
- clobetasona (glucocorticoide)
- clobutinol (antitussigen)
- clocapramina (antidepressiu tricíclic)
- clocinizina (antihistamínic)
- clocortolona (glucocorticoide)
- clodantoïna (antifúngic tòpic)
- clofarabina (antineoplàstic)
- clofazimina (antileprós)
- clofedanol (antitussigen)
- clofenotà (insecticida)
- clofenòxid (antibacterià)
- clofenòxid (antifúngic)
- clofenvinfós (insecticida)
- clofexamida (antiinflamatori)
- clofexamida (analgèsic)
- clofezona (analgèsic)
- clofezona (antiinflamatori)
- clofibrat (hipolipemiant)
- clofibrat d'alumini (hipolipemiant)
- clofibrat de calci (hipolipemiant)
- clofoctol (antiinfecciós)
- clometiazole (hipnòtic sedant)
- clometocil·lina (antibiòtic penicil·línic sensible a la penicil·linasa)
- clomifè (estimulant de la gonadotrofina)
- clomipramina (antidepressiu tricíclic)
- clonazepam (antiepilèptic)
- clonazolina (vasoconstrictor nasal)
- clonidina (antihipertensor)
- clonixina (analgèsic)
- clopamida (diürètic)
- cloperastina (antitussigen)
- clopidogrel (antiagregant plaquetari)
- clopidol (antiprotozoari (vet.))
- cloponona (antiprotozoari)
- cloponona (antisèptic)
- cloprednol (hormona corticoadrenal)
- cloprostenol (autacoide)
- cloprostenol (prostaglandina)
- cloral betaïna (hipnòtic sedant)
- cloralosa (hipnòtic sedant)
- clorambucil (antineoplàstic alquilant)
- cloramfenicol (antibiòtic)
- clorciclizina (antial·lèrgic)
- clorciclizina (antihistamínic H1)
- clordiazepòxid (tranquil·litzant)
- clorfenamina (antial·lèrgic)
- clorfenamina (antihistamínic H1)
- clorfenesina (fungicida d'ús tòpic)
- clorfenoxamina (antihistamínic H1)
- clorfenoxamina (antiparkinsonià)
- clorfenoxamina (anticolinèrgic central)
- clorfenoxamina (antial·lèrgic)
- clorhexidina (desinfectant)
- clorhexidina (antisèptic)
- cloricromèn (antiagregant plaquetari)
- cloridarol (vasodilatador coronari)
- clormadinona (progestagen)
- clormetina (antineoplàstic alquilant)
- clormezanona (tranquil·litzant)
- clormidazole (antifúngic)
- clorobutanol (anestèsic local)
- clorobutanol (hipnòtic sedant)
- clorobutanol (conservant)
- clorobutanol (coadjuvant tecnològic)
- clorocresol (antisèptic)
- clorocresol (desinfectant)
- cloropiramina (antial·lèrgic)
- cloropiramina (antihistamínic H1)
- cloroprocaïna (anestèsic local)
- cloroquina (antireumàtic)
- cloroquina (antipalúdic)
- cloroquina (antiprotozoari)
- clorotiazida (diürètic tiazídic)
- clorotrianisè (estrogen)
- cloroxilenol (antisèptic)
- cloroxilenol (desinfectant)
- clorproetazina (relaxant muscular d'acció central)
- clorproguanil (antipalúdic)
- clorproguanil (antiprotozoari)
- clorpromazina (neurolèptic)
- clorpropamida (hipoglucemiant oral)
- clorprotixè (neurolèptic)
- clorquinaldol (antisèptic tòpic)
- clorsuló (antihelmíntic (vet.))
- clortalidona (diürètic)
- clortetraciclina (antibiòtic tetraciclínic)
- clorur d'acetilcolina (hipotensor)
- clorur d'acetilcolina (parasimpaticomimètic)
- clorur d'acriflavini (desinfectant)
- clorur d'acriflavini (antisèptic)
- clorur d'alcuroni (blocador neuromuscular)
- clorur d'ambenoni (parasimpaticomimètic)
- clorur d'ambenoni (inhibidor de la colinesterasa)
- clorur de benzalconi (antisèptic)
- clorur de benzalconi (desinfectant)
- clorur de benzetoni (desinfectant)
- clorur de benzetoni (antisèptic)
- clorur de benzododecini (desinfectant)
- clorur de benzododecini (antisèptic)
- clorur de benzoxoni (antisèptic)
- clorur de benzoxoni (desinfectant)
- clorur de cetalconi (desinfectant)
- clorur de cetalconi (antisèptic)
- clorur de cetilpiridini (desinfectant)
- clorur de cetilpiridini (antisèptic)
- clorur de colina (colerètic)
- clorur de dequalini (antisèptic)
- clorur de dequalini (desinfectant)
- clorur de doxacuri (blocador neuromuscular)
- clorur de metalconi (antisèptic tòpic)
- clorur de metilbenzetoni (antisèptic tòpic)
- clorur de metilrosanilini (antisèptic tòpic)
- clorur de metiltionini (antídot)
- clorur de metiltionini (antisèptic urinari)
- clorur de miripiri (conservant)
- clorur de miristalconi (desinfectant)
- clorur de miristalconi (espermicida)
- clorur de mivacuri (blocador neuromuscular)
- clorur de suxametoni (blocador neuromuscular)
- clorur de toloni (hemostàtic)
- clorur de toloni (antídot de la metahemoglobinèmia)
- clorur de trospi (antiespasmòdic)
- clorur d'edrofoni (antídot antagonista del curare)
- clorur d'edrofoni (agent de diagnòstic)
- clorur d'isometamidi (antiprotozoari (vet.))
- clorur d'octafoni (antisèptic)
- clorur d'octafoni (desinfectant)
- clorzoxazona (relaxant muscular d'acció central)
- closantel (antihelmíntic)
- clostebol (anabolitzant)
- clotiapina (neurolèptic)
- clotiazepam (tranquil·litzant)
- clotrimazole (antifúngic)
- cloxacil·lina (antibiòtic penicil·línic resistent a la penicil·linasa)
- cloxazolam (tranquil·litzant)
- cloxiquina (antisèptic)
- cloxiquina (desinfectant)
- clozapina (neurolèptic)
- colecalciferol (emprat en la prevenció i el tractament del dèficit de vitamina D)
- colesevelam (antihiperlipèmic)
- colestilan (hipolipemiant)
- colestipol (antihiperlipèmic)
- colestiramina (antihiperlipèmic)
- colextran (antihiperlipèmic)
- colforsina (estimulant de l'adenilatociclasa)
- colistina (antibiòtic polipeptídic)
- corbadrina (vasoconstrictor)
- coriogonadotropina alfa (hormona estimulant de l'ovulació)
- corticorelina (hormona hipofisiària)
- corticorelina (hormona hipotalàmica)
- corticotropina (agent de diagnòstic de les afeccions hipofisiàries)
- corticotropina (agent de diagnòstic de les afeccions suprarenals)
- cortisona (glucocorticoide)
- cortivazol (glucocorticoide)
- creatinolfosfat (cardiotònic)
- crilanòmer (coadjuvant farmacèutic)
- criofluorà (anestèsic local)
- crisnatol (antineoplàstic)
- croconazole (antifúngic tòpic)
- cromakalim (vasodilatador)
- cromocarb (vasoprotector)
- cromoglicat de sodi (antial·lèrgic)
- crospovidona (coadjuvant farmacèutic)
- crotamitó (escabicida)
- cumafós (antihelmíntic (vet.))
- cumafós (antiprotozoari (vet.))

## D
| Índex: A B C D E F G H I J K L M N O P Q R S T U V W X Y Z — Especials Inici — vegeu també — enllaços externs |

- dabigatran etexilat (antitrombòtic)
- dacarbazina (antineoplàstic)
- daclizumab (anticòs monoclonal)
- daclizumab (antineoplàstic)
- dactinomicina (antineoplàstic)
- dalfopristina (antibiòtic estreptogramínic)
- dalteparina sòdica (anticoagulant)
- danaparoide sòdic (antitrombòtic)
- danazol (agonista androgen)
- danofloxacina (antibiòtic quinolònic (vet.))
- dantró (laxant)
- dantrolè (relaxant muscular d'acció central)
- dapiprazole (antimidriàtic)
- dapiprazole (emprat en el tractament del glaucoma)
- dapiprazole (psicoterapèutic)
- dapoxetina (modulador de l'ejaculació)
- dapsona (antileprós)
- daptomicina (antibiòtic licopeptídic)
- darbepoetina alfa (antianèmic)
- darifenacina (antagonista muscarínic)
- darunavir (antiretroviral)
- dasatinib (antineoplàstic)
- daunorubicina (antibiòtic antraciclínic)
- daunorubicina (antineoplàstic)
- debrisoquina (antihipertensor)
- decitabina (antineoplàstic)
- decoquinat (antiprotozoari (vet.))
- dectaflur (anticariogen)
- deferasirox (quelant del ferro)
- deferiprona (quelant)
- defibrotida (anticoagulant)
- defibrotida (trombolític)
- deflazacort (glucocorticoide)
- degarelix (antineoplàstic)
- delapril (antihipertensor)
- delavirdina (anti-VIH)
- delmadinona (progestagen)
- delorazepam (tranquil·litzant)
- dembrexina (mucolític (vet.))
- demeclociclina (antibiòtic tetraciclínic)
- demegestona (progestagen)
- demoxitocina (hormona pituïtària posterior)
- demoxitocina (oxitòcic)
- denileukina diftitox (immunomodulador)
- denopamina (cardiotònic)
- deprodona (glucocorticoide)
- deptropina (antihistamínic H1)
- deserpidina (antihipertensor)
- desflurà (anestèsic inhalatori)
- deshidroemetina (amebicida)
- deshidroemetina (antiprotozoari)
- desipramina (antidepressiu tricíclic)
- desirudina (anticoagulant)
- deslanòsid (glucòsid cardiotònic)
- desloratadina (antihistamínic)
- deslorelina (anàleg de la gonadorelina)
- desmopressina (antidiürètic)
- desogestrel (progestagen)
- desonida (glucocorticoide)
- desoxicortona (mineralocorticoide)
- desoximetasona (glucocorticoide)
- detomidina (analgèsic (vet.))
- detomidina (hipnòtic sedant)
- dexametasona (glucocorticoide)
- dexametasona (hormona corticoadrenal)
- dexamfetamina (psicoestimulant)
- dexbromfeniramina (antial·lèrgic)
- dexbromfeniramina (antihistamínic H1)
- dexclorfeniramina (antial·lèrgic)
- dexclorfeniramina (antihistamínic H1)
- dexetimida (anticolinèrgic)
- dexfenfluramina (anorèctic)
- dexmedetomidina (ansiolític)
- dexmedetomidina (sedant)
- dexmetilfenidat (estimulant del sistema nerviós central)
- dexpantenol (emprat en la prevenció i el tractament del dèficit de vitamines del complex B)
- dexrazoxà (citoprotector)
- dextran (expansor plasmàtic)
- dextranòmer (absorbent d'exsudats de ferides i úlceres)
- dextriferró (antianèmic)
- dextrometorfan (antitussigen)
- dextromoramida (analgèsic opiaci)
- dextropropoxifè (analgèsic)
- dextrorfan (antitussigen)
- dextrotiroxina sòdica (antihiperlipèmic)
- dezocina (analgèsic)
- diacereïna (analgèsic)
- diacereïna (antiinflamatori)
- diacereïna (antipirètic)
- diamfenetida (antihelmíntic (vet.))
- diaveridina (antiprotozoari (vet.))
- diazepam (tranquil·litzant)
- diaziquona (antineoplàstic)
- diazòxid (antihipertensor)
- dibekacina (antibiòtic aminoglicosídic)
- dibenzepina (antidepressiu tricíclic)
- dibotermina alfa (factor de creixement)
- dibrompropamidina (antisèptic tòpic)
- dibromsalan (antisèptic)
- dibromsalan (desinfectant)
- dibunat de sodi (antitussigen)
- dicicloverina (antiespasmòdic)
- diclazuril (antiprotozoari)
- diclofenac (antiinflamatori)
- diclofenac (antipirètic)
- diclofenac (analgèsic)
- diclofenamida (diürètic inhibidor de l'anhidrasa carbònica)
- diclonina (anestèsic local)
- diclorisona (glucocorticoide)
- diclorofèn (fungicida d'ús tòpic)
- dicloroxilenol (antisèptic)
- dicloroxilenol (desinfectant)
- diclorvós (antihelmíntic (vet.))
- diclorvós (insecticida)
- dicloxacil·lina (antibiòtic penicil·línic resistent a la penicil·linasa)
- dicumarol (anticoagulant)
- dicumarol (antitrombòtic)
- didanosina (antivíric)
- didrogesterona (progestagen)
- didrovaltrat (hipnòtic sedant)
- dieldrina (insecticida)
- dienestrol (estrogen)
- dienogest (progestagen)
- dietazina (anticolinèrgic central)
- dietazina (antiparkinsonià)
- dietilestilbestrol (estrogen)
- dietiltoluamida (repel·lent d'insectes)
- difebarbamat (tranquil·litzant)
- difemerina (antiespasmòdic)
- difenadiona (antagonista de la vitamina K)
- difenadiona (anticoagulant)
- difenhidramina (antiemètic)
- difenhidramina (antihistamínic H1)
- difenidol (antiemètic)
- difenilpiralina (antial·lèrgic)
- difenilpiralina (antihistamínic H1)
- difenoxilat (antidiarreic)
- difenoxina (antidiarreic)
- diflorasona (glucocorticoide)
- difloxacina (antibiòtic quinolònic)
- diflucortolona (fungicida d'ús tòpic)
- diflunisal (analgèsic)
- diflunisal (antiinflamatori)
- difluprednat (antiinflamatori)
- digitoxina (glucòsid cardiotònic)
- digoxina (glucòsid cardiotònic)
- dihexiverina (antiespasmòdic)
- dihidralazina (antihipertensor)
- dihidralazina (vasodilatador perifèric)
- dihidrocodeïna (analgèsic opiaci)
- dihidrocodeïna (antitussigen)
- dihidroergotamina (antimigranyós)
- dihidrostreptomicina (antibiòtic aminoglicosídic)
- dihidrotaquisterol (emprat en la prevenció i el tractament del dèficit de vitamina D)
- diiodohidroxiquinolina (amebicida)
- diiodohidroxiquinolina (antiprotozoari)
- diiodohidroxiquinolina (antisèptic)
- diisopromina (antiespasmòdic)
- dilazep (vasodilatador coronari)
- diloxanida (amebicida)
- diloxanida (antiprotozoari)
- diltiazem (vasodilatador coronari)
- dimenhidrinat (antiemètic)
- dimenhidrinat (antihistamínic H1)
- dimercaprol (antídot)
- dimercaprol (quelant)
- dimeticona (antiflatulent)
- dimetindè (antial·lèrgic)
- dimetindè (antihistamínic H1)
- dimetofrina (vasoconstrictor)
- dimetotiazina (antial·lèrgic)
- dimetotiazina (antimigranyós)
- dimetoxanat (antitussigen)
- dimetridazole (antiprotozoari (vet.))
- dimevamida (anticolinèrgic)
- dimpilat (insecticida)
- dinitolmida (antiprotozoari (vet.))
- dinitrat d'isosorbida (vasodilatador coronari)
- dinoprost (oxitòcic)
- dinoprost (prostaglandina)
- dinoprostona (oxitòcic)
- dinoprostona (prostaglandina)
- diolamina (coadjuvant farmacèutic)
- diosmina (vasoprotector)
- dioxatió (insecticida)
- dioxetedrina (simpaticomimètic)
- dioxibenzona (protector solar)
- diperodó (anestèsic local)
- dipipanona (analgèsic opiaci)
- dipiridamole (vasodilatador coronari)
- dipiritiona (antifúngic)
- dipiritiona (antisèptic)
- dipivefrina (midriàtic)
- diprenorfina (antagonista opioide (vet.))
- diprofil·lina (antiasmàtic)
- diprofil·lina (diürètic)
- diproqualona (analgèsic)
- diritromicina (antibiòtic macròlid)
- disopiramida (antiarrítmic)
- disulfiram (deshabituador de l'alcohol)
- ditazole (inhibidor de l'agregació plaquetària)
- ditazole (antiinflamatori)
- ditazole (anticoagulant)
- ditiocarb sòdic (antivíric)
- dixantogen (ectoparasiticida)
- dixantogen (insecticida)
- dizocilpina (antagonista dels neurotransmissors excitadors)
- dizocilpina (antiepilèptic)
- dobesilat de calci (vasoprotector)
- dobutamina (cardiotònic)
- docarpamina (emprat en la prevenció de la insuficiència cardíaca)
- docetaxel (antineoplàstic)
- docusat sòdic (laxant)
- docusat sòdic (detergent)
- dofetilida (antiarrítmic)
- dolasetró (antiemètic)
- domiodol (mucolític)
- domperidona (antiemètic)
- donepezil (inhibidor de la colinesterasa)
- dopamina (antihipotensor)
- dopamina (cardiotònic)
- dopexamina (agent cardiovascular)
- dopexamina (simpaticomimètic)
- doramectina (antihelmíntic (vet.))
- doripenem (antibiòtic carbapenèmic)
- dornasa alfa (mucolític)
- dorzolamida (diürètic)
- dosmalfat (antiúlcera pèptica)
- dosulepina (antidepressiu tricíclic)
- doxapram (analèptic)
- doxazosina (antihipertensor)
- doxepina (antidepressiu tricíclic)
- doxercalciferol (anàleg de la vitamina D)
- doxiciclina (antibiòtic tetraciclínic)
- doxifluridina (antineoplàstic)
- doxilamina (antial·lèrgic)
- doxilamina (antihistamínic H1)
- doxofil·lina (broncodilatador)
- doxorubicina (antibiòtic antraciclínic)
- doxorubicina (antineoplàstic)
- drofenina (antiespasmòdic)
- droloxifè (antineoplàstic)
- dronabinol (antiemètic)
- dronabinol (al·lucinogen)
- dronedarona (antiarrítmic)
- droperidol (neurolèptic)
- dropropizina (antitussigen)
- drospirenona (progestagen)
- drotaverina (antiespasmòdic)
- drotrecogina alfa (anticoagulant)
- droxicam (analgèsic)
- droxicam (antiinflamatori)
- droxidopa (antiparkinsonià)
- duloxetina (antidepressiu)
- dutasterida (emprat en el tractament de l'adenoma prostàtic)
- duteplasa (trombolític)

## E
| Índex: A B C D E F G H I J K L M N O P Q R S T U V W X Y Z — Especials Inici — vegeu també — enllaços externs |

- ebastina (antihistamínic H1)
- eberconazole (antifúngic)
- ebrotidina (antihistamínic H2)
- ebrotidina (antiúlcera pèptica)
- ebselèn (neuroprotector)
- ecabet (antiúlcera pèptica)
- ecabet (citoprotector)
- ecamsul (protector solar)
- econazole (antifúngic)
- eculizumab (immunomodulador)
- edaravona (antioxidant)
- edatrexat (antineoplàstic)
- edetat de dicobalt (quelant)
- edetat de sodi i calci (antídot en la intoxicació per metalls)
- edodekina alfa (antineoplàstic)
- edoxudina (antivíric)
- edrecolomab (immunomodulador)
- efalizumab (immunomodulador)
- efavirenz (anti-VIH)
- eflornitina (antimetabòlic)
- eflornitina (antineoplàstic)
- eflornitina (antiprotozoari)
- efonidipina (antihipertensor)
- elcatonina (hipocalcemiant)
- elcatonina (inhibidor de la resorció òssia)
- eledoïsina (vasodilatador perifèric)
- eletriptan (antimigranyós)
- elsilimomab (immunomodulador)
- eltenac (antiinflamatori no esteroidal (vet.))
- embramina (antial·lèrgic)
- embramina (antihistamínic H1)
- embutramida (analgèsic opiaci (vet.))
- emedastina (antihistamínic)
- emtricitabina (antivíric)
- enalapril (antihipertensor)
- encaïnida (antiarrítmic)
- endralazina (antihipertensor)
- enflurà (anestèsic inhalatori)
- enfuvirtida (anti-VIH)
- enilconazole (fungicida d'ús tòpic)
- eniluracil (antineoplàstic)
- enocitabina (antineoplàstic)
- enoxacina (antibiòtic fluoroquinolònic)
- enoxaparina sòdica (anticoagulant)
- enoximona (cardiotònic)
- enoximona (vasodilatador perifèric)
- enoxolona (antiinflamatori)
- enrofloxacina (antibiòtic quinolònic)
- ensulizole (protector solar)
- entacapona (dopaminèrgic)
- entecavir (antivíric)
- entsufó (detergent)
- enzacamè (protector solar)
- epalrestat (antidiabètic)
- eperisona (relaxant muscular d'acció central)
- epinastina (antihistamínic)
- epinefrina (agonista adrenèrgic)
- epinefrina (antiasmàtic)
- epinefrina (cardiotònic)
- epirizole (analgèsic)
- epirizole (antiinflamatori)
- epirubicina (antibiòtic antraciclínic)
- epirubicina (antineoplàstic)
- epitizida (diürètic)
- eplerenona (antihipertensor)
- epoetina alfa (antianèmic)
- epoetina beta (antianèmic)
- epoetina delta (antianèmic)
- epoetina gamma (antianèmic)
- epoetina omega (antianèmic)
- epoprostenol (anticoagulant)
- epoprostenol (inhibidor de l'agregació plaquetària)
- epostà (estimulant uterí)
- epratuzumab (immunomodulador)
- eprazinona (expectorant)
- eprazinona (mucolític)
- eprinomectina (antihelmíntic (vet.))
- eprosartan (antihipertensor)
- eprozinol (antiasmàtic)
- epsiprantel (antihelmíntic (vet.))
- eptacog alfa (hemostàtic)
- eptastigmina (inhibidor de la colinesterasa)
- eptifibatida (antiagregant plaquetari)
- eptotermina alfa (modulador ossi)
- erdosteïna (mucolític)
- ergocalciferol (emprat en la prevenció i el tractament del dèficit de vitamina D)
- ergocalciferol (hipercalcemiant)
- ergometrina (oxitòcic)
- eritromicina (antibiòtic macròlid)
- erlotinib (antineoplàstic)
- ertapenem (antibiòtic carbapenèmic)
- escitalopram (antidepressiu)
- eseridina (inhibidor de la colinesterasa)
- esmolol (blocador d'adrenoreceptors beta)
- esomeprazole (antisecretor gàstric)
- esparfloxacina (antibiòtic quinolònic)
- esparteïna (antiarrítmic)
- espectinomicina (antibiòtic aminoglicosídic)
- espiramicina (antibiòtic macròlid)
- espirapril (antihipertensor)
- espironolactona (diürètic antagonista de l'aldosterona)
- estanozolol (anabolitzant)
- estavudina (anti-VIH)
- estazolam (hipnòtic sedant)
- estearat de sorbitan (coadjuvant farmacèutic)
- estefimicina (antibacterià)
- estepronina (hepatoprotector)
- estepronina (mucolític)
- estibocaptat de sodi (antihelmíntic)
- estibogluconat de sodi (leishmanicida)
- estiripentol (antiepilèptic)
- estradiol (estrogen)
- estramustina (antineoplàstic alquilant)
- estrapronicat (emprat en el tractament de l'osteoporosi)
- estreptocinasa (enzim pancreàtic)
- estreptocinasa (fibrinolític)
- estreptodornasa (enzim pancreàtic proteolític)
- estreptomicina (antibiòtic aminoglicosídic)
- estreptozocina (antineoplàstic)
- estrona (estrogen)
- etacridina (antisèptic)
- etacridina (desinfectant)
- etafedrina (broncodilatador)
- etafenona (vasodilatador coronari)
- etambutol (antituberculós)
- etamifil·lina (antiasmàtic)
- etamivan (analèptic)
- etamsilat (hemostàtic)
- etanercept (immunosupressor)
- etanidazole (antineoplàstic)
- etaverina (antiespasmòdic)
- etclorvinol (hipnòtic sedant)
- etenzamida (antipirètic)
- etenzamida (analgèsic)
- etidocaïna (anestèsic local)
- etifoxina (ansiolític)
- etilamfetamina (anorèctic)
- etilcel·lulosa (coadjuvant farmacèutic)
- etilefrina (antihipotensor)
- etilefrina (simpaticomimètic)
- etilestrenol (anabolitzant)
- etilsulfat de mecetroni (antisèptic)
- etinilestradiol (estrogen)
- etinodiol (progestagen)
- etionamida (antituberculós)
- etizolam (tranquil·litzant)
- etizolam (sedant)
- etodolac (antiinflamatori)
- etofamida (antiprotozoari)
- etofamida (amebicida)
- etofenamat (analgèsic extern)
- etofenamat (antireumàtic extern)
- etofenprox (insecticida)
- etofibrat (hipolipemiant)
- etofil·lina (antiasmàtic)
- etofil·lina (diürètic)
- etoheptazina (analgèsic)
- etomidat (anestèsic intravenós)
- etonogestrel (progestagen)
- etoperidona (tranquil·litzant)
- etopòsid (antineoplàstic)
- etorfina (analgèsic opiaci (vet.))
- etoricoxib (analgèsic)
- etoricoxib (antiinflamatori)
- etosuximida (antiepilèptic)
- etotoïna (antiepilèptic)
- etoxazorutòsid (flavonoide)
- etozolina (diürètic de nansa)
- etravirina (antiretroviral)
- etretinat (antipsòric)
- etretinat (queratolític)
- eucatropina (anticolinèrgic)
- eucatropina (midriàtic)
- everolimús (immunosupressor)
- exemestà (antineoplàstic)
- exenatida (hipoglucemiant oral)
- exisulind (antineoplàstic)
- ezetimiba (hipolipemiant)

## F
| Índex: A B C D E F G H I J K L M N O P Q R S T U V W X Y Z — Especials Inici — vegeu també — enllaços externs |

- fadrozole (antineoplàstic)
- falecalcitriol (emprat en la prevenció i el tractament del dèficit de vitamina D)
- famciclovir (antivíric)
- famotidina (antagonista dels receptors de la histamina H2)
- famotidina (inhibidor de la secreció àcida gàstrica)
- fampridina (parasimpaticomimètic)
- famprofazona (analgèsic)
- famprofazona (antipirètic)
- faropenem (antibiòtic carbapenèmic)
- fasudil (vasodilatador)
- febantel (antihelmíntic (vet.))
- febarbamat (timoanalèptic)
- febuprol (colerètic)
- fedotozina (agonista opioide)
- fedrilat (antitussigen)
- felbamat (antiepilèptic)
- felbinac (analgèsic)
- felbinac (antiinflamatori)
- felipressina (vasoconstrictor)
- felodipina (antagonista del calci)
- felodipina (antihipertensor)
- fenacemida (antiepilèptic)
- fenacetina (analgèsic)
- fenacetina (antipirètic)
- fenazocina (analgèsic opiaci)
- fenazona (analgèsic)
- fenazona (antipirètic)
- fenazopiridina (analgèsic)
- fenbendazole (antihelmíntic (vet.))
- fenbufèn (analgèsic)
- fenbufèn (antiinflamatori)
- fencamfamina (psicoestimulant)
- fencibutirol (colerètic)
- fenciclidina (al·lucinogen)
- fenciclidina (analgèsic (vet.))
- fenclonina (antineoplàstic)
- fendilina (antagonista del calci)
- fendilina (vasodilatador coronari)
- fendimetrazina (anorèctic)
- fenelzina (antidepressiu IMAO)
- feneticil·lina (antibiòtic penicil·línic)
- fenetil·lina (psicoestimulant)
- feneturida (antiepilèptic)
- fenfluramina (anorèctic)
- fenformina (hipoglucemiant oral)
- fenicarbazida (analgèsic)
- fenicarbazida (antipirètic)
- fenilalanina (antidepressiu)
- fenilbutazona (antiinflamatori)
- fenilbutazona (antipirètic)
- fenilbutazona (analgèsic)
- fenilefrina (midriàtic)
- fenilefrina (simpaticomimètic)
- fenilefrina (vasoconstrictor)
- fenilefrina (antihipotensor)
- fenilpropanolamina (simpaticomimètic)
- fenilpropanolamina (vasoconstrictor otorinolaringològic)
- feniltoloxamina (antial·lèrgic)
- feniltoloxamina (antihistamínic H1)
- fenindamina (antial·lèrgic)
- fenindamina (antihistamínic H1)
- fenindiona (antagonista de la vitamina K)
- fenindiona (anticoagulant)
- fenipentol (colerètic)
- feniramina (antihistamínic H1)
- feniramina (antial·lèrgic)
- fenitoïna (antiarrítmic)
- fenitoïna (antiepilèptic)
- fenmetrazina (anorèctic)
- fenobarbital (hipnòtic sedant)
- fenofibrat (hipolipemiant)
- fenoldopam (antihipertensor)
- fenoldopam (vasodilatador)
- fenolftaleïna (laxant)
- fenoperidina (analgèsic opiaci)
- fenoprofèn (antipirètic)
- fenoprofèn (analgèsic)
- fenoprofèn (antiinflamatori)
- fenoterol (antiasmàtic)
- fenoterol (broncodilatador)
- fenotrina (insecticida)
- fenoverina (antiespasmòdic)
- fenoxazolina (vasoconstrictor otorinolaringològic local)
- fenoxibenzamina (antihipertensor)
- fenoxibenzamina (vasodilatador perifèric)
- fenoximetilpenicil·lina (antibiòtic penicil·línic)
- fenpipramida (antiespasmòdic)
- fenprobamat (tranquil·litzant)
- fenprocumó (antagonista de la vitamina K)
- fenprocumó (anticoagulant)
- fenproporex (anorèctic)
- fenquizona (diürètic)
- fenretinida (antineoplàstic)
- fenspirida (antiinflamatori)
- fenspirida (broncodilatador)
- fensuximida (antiepilèptic)
- fentanil (analgèsic opioide)
- fentermina (anorèctic)
- fentiazac (analgèsic)
- fentiazac (antiinflamatori)
- fentiazac (antipirètic)
- fenticlor (fungicida d'ús tòpic)
- fenticonazole (antifúngic)
- fentolamina (blocador d'adrenoreceptors beta)
- fentolamina (antihipertensor)
- fepradinol (antiinflamatori)
- feprazona (antiinflamatori)
- feprazona (antipirètic)
- feprazona (analgèsic)
- feredetat de sodi (antianèmic)
- ferrocolinat (antianèmic)
- fesoterodina (antiespasmòdic)
- fexofenadina (antihistamínic)
- filgrastim (antineutropènic)
- filgrastim (factor de creixement hematopoètic)
- finasterida (antiandrogen)
- fitomenadiona (antihemorràgic)
- fitomenadiona (emprat en la prevenció i el tractament del dèficit de vitamina K)
- flavoxat (antiespasmòdic)
- flecaïnida (antiarrítmic)
- fleroxacina (antibiòtic quinolònic)
- flindokalner (neuroprotector)
- floctafenina (analgèsic)
- flomoxef (antibiòtic cefalosporínic resistent a la cefalosporinasa)
- flopropiona (antagonista de la serotonina)
- flopropiona (antiespasmòdic)
- florfenicol (antibiòtic (vet.))
- flosequinan (antihipertensor)
- floxuridina (antineoplàstic)
- fluanisona (neurolèptic)
- fluazuró (ectoparasiticida (vet.))
- flubendazole (antihelmíntic (vet.))
- flucitosina (antifúngic)
- flucloxacil·lina (antibiòtic penicil·línic resistent a la penicil·linasa)
- fluconazole (antifúngic)
- fludarabina (antineoplàstic)
- fludiazepam (hipnòtic sedant)
- fludrocortisona (glucocorticoide)
- fludrocortisona (mineralocorticoide)
- fludroxicortida (glucocorticoide)
- flufenazina (neurolèptic)
- fluindiona (antagonista de la vitamina K)
- fluindiona (anticoagulant)
- flumazenil (antídot de les benzodiazepines)
- flumequina (antiinfecciós quinolònic)
- flumetasona (glucocorticoide)
- flunarizina (vasodilatador)
- flunisolida (glucocorticoide)
- flunitrazepam (hipnòtic sedant)
- flunixina (analgèsic)
- flunixina (antiinflamatori)
- flunoxaprofèn (antiinflamatori no esteroidal)
- fluocinonida (glucocorticoide)
- fluocortina (glucocorticoide)
- fluocortolona (glucocorticoide)
- fluorometolona (glucocorticoide)
- fluorouracil (antineoplàstic)
- fluoxetina (antidepressiu)
- fluoximesterona (androgen)
- flupentixol (neurolèptic)
- flupirtina (analgèsic opiaci)
- fluprednidè (glucocorticoide)
- fluprednisolona (glucocorticoide)
- flurazepam (hipnòtic sedant)
- flurbiprofèn (analgèsic)
- fluritromicina (antibiòtic macròlid)
- fluspirilè (neurolèptic)
- flutamida (antiandrogen)
- fluticasona (glucocorticoide)
- flutrimazole (antifúngic)
- fluvastatina (hipolipemiant)
- fluvoxamina (antidepressiu)
- fol·litropina alfa (hormona hipofisiària)
- fol·litropina beta (hormona hipofisiària)
- folcodina (antitussigen)
- foledrina (antihipotensor)
- foledrina (simpaticomimètic)
- folinat de calci (antídot dels antagonistes de l'àcid fòlic)
- fomepizole (antídot del metanol i l'etilenglicol)
- fominobèn (antitussigen)
- fominobèn (estimulant respiratori)
- fomivirsèn (antivíric)
- fomocaïna (anestèsic local)
- fondaparinux sòdic (anticoagulant)
- formebolona (anabolitzant)
- formestà (antineoplàstic)
- formocortal (glucocorticoide)
- formoterol (broncodilatador)
- formoterol (simpaticomimètic)
- fosamprenavir (antivíric)
- fosaprepitant (antiemètic)
- foscarnet sòdic (anti-VIH)
- fosfat d'adenosina (antiarrítmic)
- fosfat de sitagliptina (hipoglucemiant oral)
- fosfenitoïna (antiepilèptic)
- fosfestrol (hormona sexual)
- fosfocreatinina (cardiotònic)
- fosfomicina (antibiòtic derivat de l'àcid fosfònic)
- fosfosal (analgèsic)
- fosinopril (antihipertensor)
- fospropofol (anestèsic intravenós)
- fotemustina (antineoplàstic)
- framicetina (antibiòtic aminoglicosídic)
- frovatriptan (antimigranyós)
- ftalilsulfatiazole (antibiòtic sulfonamídic)
- ftalofina (antihelmíntic)
- ftivazida (antituberculós)
- fudosteïna (mucolític)
- fulvestrant (antineoplàstic)
- furaltadona (antibiòtic (vet.))
- furazolidona (tricomonicida)
- furosemida (diürètic)
- fursultiamina (emprat en la prevenció i el tractament del dèficit de vitamina B1)
- fusafungina (antibiòtic peptídic)
- fusafungina (antiinflamatori)
- fusidat de sodi (antibiòtic esteroidal)

## G
| Índex: A B C D E F G H I J K L M N O P Q R S T U V W X Y Z — Especials Inici — vegeu també — enllaços externs |

- gabapentina (antiepilèptic)
- gabexat (inhibidor de la proteasa)
- gadobutrol (emprat com a element de contrast)
- gadodiamida (emprat com a element de contrast)
- gadofosveset (agent de diagnòstic)
- gadoteridol (emprat com a element de contrast)
- gadoversetamida (agent de diagnòstic)
- gal·lopamil (vasodilatador coronari)
- gal·lopamil (antiarrítmic)
- galantamina (inhibidor de la colinesterasa)
- galantamina (parasimpaticomimètic)
- galsulfasa (enzim)
- ganciclovir (antivíric)
- ganirelix (hormona sexual)
- gatifloxacina (antibiòtic quinolònic)
- gavestinel (neuroprotector)
- gavilimomab (immunomodulador)
- gefarnat (antiespasmòdic)
- gefitinib (antineoplàstic)
- gemcitabina (antineoplàstic)
- gemeprost (oxitòcic)
- gemeprost (prostaglandina)
- gemfibrozil (hipolipemiant)
- gemifloxacina (antibiòtic quinolònic)
- gemtuzumab (immunomodulador)
- gentamicina (antibiòtic aminoglicosídic)
- gentisat de sodi (analgèsic)
- gepefrina (antihipotensor)
- gepefrina (simpaticomimètic)
- gepirona (ansiolític)
- gestodè (progestagen)
- gestrinona (progestagen)
- glafenina (analgèsic)
- gleptoferró (antianèmic (vet.))
- glibenclamida (hipoglucemiant oral)
- glibornurida (hipoglucemiant oral)
- glibuzole (hipoglucemiant oral)
- glicerol (laxant)
- gliciclamida (hipoglucemiant oral)
- glicina (aminoàcid)
- gliclazida (hipoglucemiant oral)
- gliclopiramida (antidiabètic)
- glimepirida (hipoglucemiant oral)
- glipizida (hipoglucemiant oral)
- gliquidona (hipoglucemiant oral)
- glisentida (hipoglucemiant oral)
- glisolamida (hipoglucemiant oral)
- glisoxepida (hipoglucemiant oral)
- glubionat de calci (electròlit)
- glucagó (antídot)
- glucagó (antagonista de la insulina)
- glucametacina (antipirètic)
- glucametacina (analgèsic)
- glucametacina (antiinflamatori)
- glucosamina (antireumàtic)
- glutamina (aminoàcid)
- glutaral (antisèptic)
- glutaral (antivíric)
- glutaral (desinfectant)
- glutetimida (hipnòtic sedant)
- golimumab (anticòs monoclonal)
- gonadorelina (inhibidor de l'alliberament de l'hormona luteïnitzant)
- gonadotrofina coriònica (estimulant de l'ovulació)
- gonadotrofina coriònica (agonista gonadotrofínic)
- gonadotrofina coriònica (antiabortiu)
- goserelina (antineoplàstic)
- goserelina (anàleg de la gonadorelina)
- gramicidina (antibiòtic peptídic)
- granisetró (antiemètic)
- grepafloxacina (antibiòtic quinolònic)
- griseofulvina (antibiòtic antifúngic)
- guabenxan (antihipertensor)
- guacetisal (analgèsic)
- guacetisal (antipirètic)
- guacetisal (expectorant)
- guaietolina (expectorant)
- guaifenesina (expectorant)
- guaifenesina (mucolític)
- guaimesal (broncodilatador)
- guanadrel (antihipertensor)
- guanetidina (miòtic)
- guanetidina (antihipertensor)
- guanfacina (antihipertensor)
- guanoxan (antihipertensor)
- gusperimús (antineoplàstic)

## H
| Índex: A B C D E F G H I J K L M N O P Q R S T U V W X Y Z — Especials Inici — vegeu també — enllaços externs |

- halazepam (tranquil·litzant)
- halazona (antisèptic)
- halazona (desinfectant)
- halcinonida (glucocorticoide)
- halofantrina (antipalúdic)
- halofantrina (antiprotozoari)
- halofuginona (antiprotozoari)
- halometasona (antiinflamatori)
- haloperidol (neurolèptic)
- haloprogina (antisèptic)
- halotà (anestèsic inhalatori)
- haloxazolam (hipnòtic sedant)
- haloxó (antihelmíntic)
- hemoglobina glutàmer (emprat en oxigenoteràpia)
- hemoglobina glutàmer (hemoderivat)
- heparina sòdica (anticoagulant)
- heparina sòdica (antitrombòtic)
- heptaminol (cardiotònic)
- heptaminol (vasodilatador coronari)
- hetaflur (anticariogen)
- hexaclorofè (desinfectant)
- hexaclorofè (antisèptic)
- hexamidina (antisèptic)
- hexamidina (desinfectant)
- hexestrol (estrogen)
- hexetidina (antifúngic)
- hexetidina (antiprotozoari)
- hexobarbital (hipnòtic sedant)
- hexobendina (vasodilatador)
- hexoprenalina (broncodilatador)
- hexoprenalina (simpaticomimètic)
- hialuronidasa (enzim)
- hicantona (antihelmíntic)
- hidralazina (antihipertensor)
- hidralazina (vasodilatador perifèric)
- hidrargafèn (antifúngic)
- hidroclorotiazida (diürètic)
- hidrocodona (antitussigen)
- hidrocortamat (glucocorticoide)
- hidrocortisona (glucocorticoide)
- hidroflumetiazida (diürètic)
- hidromorfona (analgèsic opiaci)
- hidrotalcita (antiàcid)
- hidroxiamfetamina (simpaticomimètic)
- hidroxicarbamida (antineoplàstic)
- hidroxicloroquina (antipalúdic)
- hidroxicloroquina (antireumàtic)
- hidroxinaftoat de befeni (antihelmíntic)
- hidroxiprogesterona (progestagen)
- hidroxizina (tranquil·litzant)
- hidroxocobalamina (antianèmic)
- hidroxocobalamina (emprat en la prevenció i el tractament del dèficit de vitamina B12)
- hietel·losa (coadjuvant farmacèutic)
- himecromona (colerètic)
- himetel·losa (coadjuvant farmacèutic)
- hiprolosa (dermoprotector)
- hipromel·losa (coadjuvant tecnològic)
- hipromel·losa (lubrificant ocular)
- histidina (aminoàcid)
- histrelina (hormona hipotalàmica)
- homofenazina (neurolèptic)
- homosalat (protector solar)
- hormona paratiroidal (hipercalcemiant)

## I
| Índex: A B C D E F G H I J K L M N O P Q R S T U V W X Y Z — Especials Inici — vegeu també — enllaços externs |

- ibacitabina (antivíric)
- ibandronat sòdic (inhibidor de la resorció òssia)
- ibopamina (cardiotònic)
- ibritumomab tiuxetan (antineoplàstic)
- ibudilast (antiasmàtic)
- ibuprofèn (analgèsic)
- ibuprofèn (antiinflamatori)
- ibuprofèn (antipirètic)
- ibuproxam (analgèsic)
- ibuproxam (antiinflamatori)
- ibutilida (antiarrítmic)
- icatibant (antagonista dels receptors de la bradicinina)
- icodextrina (coadjuvant farmacèutic)
- idarubicina (antineoplàstic)
- idazoxan (antagonista dels adrenoreceptors alfa)
- idebenona (nootròpic)
- idoxuridina (antivíric)
- idrocilamida (relaxant muscular)
- idursulfasa (enzim)
- ifenprodil (vasodilatador)
- ifosfamida (antineoplàstic)
- ilodecakina (immunodepressor)
- ilonidap (antiinflamatori)
- iloprost (prostaglandina)
- imatinib (antineoplàstic)
- imidapril (antihipertensor)
- imidocarb (antiprotozoari)
- imiglucerasa (enzim)
- imipenem (antibiòtic carbapenèmic)
- imipramina (antidepressiu tricíclic)
- imiquimod (immunomodulador)
- indanazolina (vasoconstrictor)
- indapamida (antihipertensor)
- indapamida (diürètic)
- indeloxazina (estimulant cerebrovascular)
- indenolol (blocador d'adrenoreceptors beta)
- indinavir (anti-VIH)
- indobufèn (anticoagulant)
- indometacina (analgèsic)
- indometacina (antiinflamatori)
- indometacina (antipirètic)
- indoramina (antihipertensor)
- indoramina (blocador d'adrenoreceptors beta)
- infliximab (immunomodulador)
- inolimomab (anticòs monoclonal)
- inolimomab (antineoplàstic)
- inosina (cardiotònic)
- interferó alfa (antivíric)
- interferó beta (antivíric)
- interferó gamma (antivíric)
- iobitridol (agent de diagnòstic)
- iodamida (emprat com a element de contrast)
- iodixanol (emprat com a element de contrast)
- iodur de metocini (antiespasmòdic)
- iodur de pralidoxima (antídot reactivador de la colinesterasa)
- iodur de proloni (agent iodat)
- iodur de proloni (antimicrobià)
- iodur de tibezoni (antiinfecciós)
- iodur de tiemoni (antiespasmòdic)
- iodur d'ecotiopat (inhibidor de la colinesterasa)
- iodur d'ecotiopat (miòtic)
- iodur d'ecotiopat (parasimpaticomimètic)
- iofendilat (emprat com a element de contrast)
- iohexol (emprat com a element de contrast)
- iomeprol (emprat com a element de contrast en radiografia)
- iopamidol (emprat com a element de contrast)
- iopentol (emprat com a element de contrast)
- iopodat de sodi (emprat com a element de contrast en colecistocolangiografia)
- iopromida (emprat com a element de contrast)
- iotalamat de sodi (emprat com a element de contrast)
- iotasul (emprat com a element de contrast)
- iotrolan (emprat com a element de contrast en radiografia)
- ioversol (emprat com a element de contrast en urografia)
- ioversol (emprat com a element de contrast en angiografia)
- ioxilan (emprat com a element de contrast en radiografia)
- iprazocroma (antimigranyós)
- ipriflavona (inhibidor de la resorció òssia)
- ipriflavona (isoflavona)
- iproniazida (antidepressiu IMAO)
- ipsapirona (tranquil·litzant)
- irbesartan (antihipertensor)
- irinotecan (antineoplàstic)
- irsogladina (citoprotector)
- isepamicina (antibiòtic aminoglicosídic)
- isoaminil (antitussigen)
- isobromindiona (uricosúric)
- isocarboxazida (antidepressiu)
- isoconazole (antifúngic)
- isoetarina (broncodilatador)
- isoetarina (simpaticomimètic)
- isoflupredona (antiinflamatori)
- isoflurà (anestèsic inhalatori)
- isoleucina (emprat com a suplement dietètic)
- isometeptè (antiespasmòdic)
- isoniazida (antituberculós)
- isonixina (antiinflamatori)
- isonixina (analgèsic)
- isoprenalina (broncodilatador)
- isoprenalina (simpaticomimètic)
- isosorbida (diürètic osmòtic)
- isotipendil (antial·lèrgic)
- isotipendil (antihistamínic H1)
- isotretinoïna (antiacneic)
- isoxsuprina (vasodilatador perifèric)
- isradipina (antihipertensor)
- itoprida (antiemètic)
- itoprida (procinètic)
- itraconazole (antifúngic)
- ivabradina (cardiotònic)
- ivermectina (antibiòtic lactònic)
- ivermectina (antiparasitari)
- ivermectina (antihelmíntic)

## J
| Índex: A B C D E F G H I J K L M N O P Q R S T U V W X Y Z — Especials Inici — vegeu també — enllaços externs |

- josamicina (antibiòtic macròlid)

## K
| Índex: A B C D E F G H I J K L M N O P Q R S T U V W X Y Z — Especials Inici — vegeu també — enllaços externs |

- kanamicina (antibiòtic aminoglicosídic)
- kebuzona (analgèsic)
- kebuzona (antiinflamatori)
- kel·lina (vasodilatador)
- keracianina (potenciador de l'agudesa visual)
- ketamina (anestèsic intravenós)
- ketanserina (vasodilatador perifèric)
- ketanserina (antagonista de la serotonina)
- ketanserina (antihipertensor)
- ketazolam (tranquil·litzant)
- ketocaïna (anestèsic local)
- ketoconazole (antifúngic)
- ketoprofèn (analgèsic)
- ketoprofèn (antiinflamatori)
- ketoprofèn (antipirètic)
- ketorolac (analgèsic)
- ketotifèn (antiasmàtic)
- ketotifèn (antihistamínic H1)
- kitasamicina (antibiòtic macròlid)

## L
| Índex: A B C D E F G H I J K L M N O P Q R S T U V W X Y Z — Especials Inici — vegeu també — enllaços externs |

- labetalol (blocador d'adrenoreceptors beta)
- lacidipina (vasodilatador coronari)
- lacidipina (blocador dels canals del calci)
- lacosamida (antiepilèptic)
- lactitol (emprat en el tractament de l'encefalopatia hepàtica)
- lactitol (laxant)
- lactulosa (emprat en el tractament de les malalties metabòliques)
- lactulosa (laxant)
- lafutidina (antagonista dels receptors de la histamina H2)
- lafutidina (antiúlcera pèptica)
- lamifiban (trombolític)
- lamivudina (antiretroviral)
- lamotrigina (antiepilèptic)
- lanatòsid C (glucòsid cardiotònic)
- landiolol (antiarrítmic)
- lanoconazole (antifúngic)
- lanoteplasa (trombolític)
- lanreotida (hormona hipofisiària)
- lansoprazole (antiúlcera pèptica)
- lansoprazole (inhibidor de la secreció àcida gàstrica)
- lapatinib (antineoplàstic)
- laronidasa (enzim)
- laropiprant (hipolipemiant)
- lasalòcid (antiprotozoari)
- latamoxef (antibiòtic cefalosporínic)
- latanoprost (emprat en el tractament del glaucoma)
- laurat de sorbitan (coadjuvant farmacèutic)
- laurilsulfat de sodi (humectant)
- laurilsulfat de sodi (detergent)
- laurocapram (coadjuvant farmacèutic)
- lauromacrogol (coadjuvant farmacèutic)
- lazabemida (inhibidor de la monoaminooxidasa)
- lefetamina (analgèsic)
- lefetamina (antipirètic)
- leflunomida (antireumàtic)
- leflunomida (immunodepressor)
- lemidosul ([[Ciències de la salut > Farmacologia > Fàrmacs > Accions terapèutiques]])
- lenalidomida (antiangiogènic)
- lenalidomida (immunomodulador)
- lenograstim (antineutropènic)
- lepirudina (anticoagulant)
- lercanidipina (antihipertensor)
- lerdelimumab (anticòs monoclonal)
- lerdelimumab (immunomodulador)
- letosteïna (mucolític)
- letrazuril (antiprotozoari)
- letrozole (antineoplàstic)
- leucina (emprat com a suplement dietètic)
- leucocianidol (vasoprotector)
- leuprorelina (agonista del factor alliberador de l'hormona luteïnitzant)
- leuprorelina (antineoplàstic)
- levacetilmetadol (analgèsic)
- levamfetamina (anorèctic)
- levamisole (antihelmíntic)
- levetiracetam (antiepilèptic)
- levobetaxolol (blocador d'adrenoreceptors beta)
- levobunolol (emprat en el tractament del glaucoma)
- levobupivacaïna (anestèsic local)
- levocabastina (antihistamínic)
- levocarnitina (emprat com a cofactor en el metabolisme dels àcids grassos)
- levocarnitina (emprat en el tractament de les malalties metabòliques)
- levocetirizina (antial·lèrgic)
- levodopa (antiparkinsonià)
- levodopa (dopaminèrgic)
- levodropropizina (antitussigen)
- levofloxacina (antibiòtic fluoroquinolònic)
- levofolinat de calci (antídot dels antagonistes de l'àcid fòlic)
- levomenol (potenciador de la penetració transepidèrmica)
- levomepromazina (neurolèptic)
- levometadona (analgèsic opiaci)
- levonorgestrel (progestagen)
- levopropoxifè (antitussigen)
- levorfanol (analgèsic opiaci)
- levosalbutamol (broncodilatador)
- levosimendan (vasodilatador)
- levosulpirida (antiemètic)
- levotiroxina sòdica (hormona tiroidal)
- lexipafant (antagonista del factor activador de les plaquetes)
- lidamidina (anestèsic local)
- lidamidina (antidiarreic)
- lidocaïna (anestèsic local)
- lidoflazina (vasodilatador coronari)
- lifibrol (hipolipemiant)
- limaprost (prostaglandina)
- limeciclina (antibiòtic tetraciclínic)
- lincomicina (antibiòtic lincosamínic)
- lindà (escabicida)
- lindà (pediculicida)
- linestrenol (progestagen)
- linezolid (antibiòtic oxazolidinònic)
- linsidomina (nitrovasodilatador)
- liotironina (hormona tiroidal)
- lipressina (antidiürètic)
- liraglutida (hipoglucemiant oral)
- lisadimat (protector solar)
- lisina (aminoàcid)
- lisinopril (antihipertensor)
- lisurida (inhibidor de la prolactina)
- lisurida (antimigranyós)
- lobaplatí (antineoplàstic)
- lobelina (analèptic)
- lobelina (deshabituador del tabac)
- lobenzarit (immunomodulador)
- lobucavir (antivíric)
- lodoxamida (antial·lèrgic oftàlmic)
- lofepramina (antidepressiu tricíclic)
- lofexidina (antihipertensor)
- lofexidina (vasodilatador)
- loflazepat d'etil (tranquil·litzant)
- lomefloxacina (antibiòtic quinolònic)
- lomustina (antineoplàstic)
- lonazolac (antiinflamatori)
- lonidamina (espermicida)
- loperamida (antidiarreic)
- lopinavir (anti-VIH)
- loprazolam (hipnòtic sedant)
- loracarbef (antibiòtic carbacefèmic)
- loratadina (antihistamínic H1)
- lorazepam (tranquil·litzant)
- lorcaïnida (antiarrítmic)
- lormetazepam (hipnòtic sedant)
- lornoxicam (antiinflamatori)
- losartan (antihipertensor)
- losigamona (antiepilèptic)
- loteprednol (glucocorticoide)
- lovastatina (hipolipemiant)
- loxapina (neurolèptic)
- loxiglumida (antagonista de la colecistocinina)
- loxoprofèn (analgèsic)
- loxoprofèn (antiinflamatori)
- loxoprofèn (antipirètic)
- lubeluzole (neuroprotector)
- lufenuró (ectoparasiticida (vet.))
- lufuradom ([[Ciències de la salut > Farmacologia > Fàrmacs > Accions terapèutiques]])
- lumefantrina (antiprotozoari)
- lumiracoxib (antiinflamatori)
- luprostiol (oxitòcic)
- luprostiol (prostaglandina)
- lutropina alfa (hormona estimulant de l'ovulació)

## M
| Índex: A B C D E F G H I J K L M N O P Q R S T U V W X Y Z — Especials Inici — vegeu també — enllaços externs |

- macrogol (laxant)
- maduramicina (antibiòtic (vet.))
- maduramicina (antiprotozoari)
- mafenida (antibiòtic sulfonamídic)
- mafosfamida (antineoplàstic)
- magaldrat (antiàcid)
- malotilat (hepatoprotector)
- mangafodipir (agent de diagnòstic)
- manidipina (antihipertensor)
- maprotilina (antidepressiu)
- maraviroc (antiretroviral)
- marbofloxacina (antibacterià fluoroquinolònic (vet.))
- marimastat (antineoplàstic)
- masoprocol (antineoplàstic)
- mazaticol (antiparkinsonià)
- mazindol (anorèctic)
- mazipredona (glucocorticoide)
- mebendazole (antihelmíntic)
- mebeverina (antiespasmòdic)
- mebhidrolina (antial·lèrgic)
- mebhidrolina (antihistamínic H1)
- mebutamat (tranquil·litzant)
- mebutizida (diürètic)
- mecamilamina (antihipertensor ganglioplègic)
- mecasermina (factor de creixement)
- mecil·linam (antibiòtic penicil·línic)
- mecisteïna (mucolític)
- meclociclina (antibiòtic tetraciclínic)
- meclofenoxat (nootròpic)
- mecloxamina (anticolinèrgic)
- meclozina (antiemètic)
- meclozina (antihistamínic H1)
- medazepam (tranquil·litzant)
- medetomidina (analgèsic)
- medetomidina (hipnòtic sedant)
- medrisona (glucocorticoide)
- medrogestona (progestagen)
- medroxiprogesterona (progestagen)
- mefenesina (relaxant muscular)
- mefenitoïna (antiepilèptic)
- mefenorex (anorèctic)
- mefenoxalona (relaxant muscular)
- mefentermina (antihipotensor)
- mefentermina (simpaticomimètic)
- mefloquina (antipalúdic)
- mefrusida (diürètic)
- megestrol (progestagen)
- meglumina (emprat com a element de contrast en radiografia)
- meglutol (antihiperlipèmic)
- melagatran (anticoagulant)
- melarsomina (antiprotozoari (vet.))
- melarsoprol (tripanosomicida)
- melfalan (antineoplàstic)
- melitracèn (antidepressiu tricíclic)
- meloxicam (antiinflamatori)
- melperona (neurolèptic)
- memantina (antiparkinsonià)
- menbutona (colerètic)
- menfegol (espermicida)
- menglitat (anestèsic local)
- mepacrina (antipalúdic)
- mepartricina (antifúngic)
- mepindolol (blocador d'adrenoreceptors beta)
- mepiramina (antihistamínic H1)
- mepiramina (antial·lèrgic)
- mepitiostà (antiestrogen)
- mepivacaïna (anestèsic local)
- meprednisona (glucocorticoide)
- meprobamat (tranquil·litzant)
- meptazinol (analgèsic)
- mequinol (despigmentant)
- mequitazina (antihistamínic H1)
- merbromina (antisèptic)
- merbromina (desinfectant)
- mercaptamina (antídot del paracetamol)
- mercaptopurina (antineoplàstic)
- mercurobutol (antisèptic)
- mercurobutol (desinfectant)
- meropenem (antibiòtic carbapenèmic)
- mesalazina (antiinflamatori intestinal)
- mesilat d'amidefrina (vasoconstrictor otorinolaringològic local)
- mesna (mucolític)
- mesocarb (psicoestimulant)
- mesoridazina (neurolèptic)
- mesterolona (androgen)
- mestranol (estrogen)
- mesuximida (antiepilèptic)
- metabromsalan (antisèptic)
- metabromsalan (desinfectant)
- metacolina (agent de diagnòstic)
- metadona (analgèsic opiaci)
- metal·libura (antigonadotròpic)
- metamfepramona (anorèctic)
- metamfetamina (antihipotensor)
- metamfetamina (simpaticomimètic)
- metamizole de sodi (analgèsic)
- metamizole de sodi (antiinflamatori)
- metamizole de sodi (antipirètic)
- metampicil·lina (antibiòtic penicil·línic)
- metaniazida (antituberculós)
- metaqualona (hipnòtic sedant)
- metaraminol (antihipotensor)
- metaxalona (relaxant muscular)
- metazolamida (diürètic inhibidor de l'anhidrasa carbònica)
- metdilazina (antial·lèrgic)
- metdilazina (antihistamínic H1)
- metenamina (antisèptic urinari)
- meteneprost (estimulant uterí)
- metenolona (anabolitzant)
- metergolina (antagonista de la serotonina)
- metergolina (vasodilatador)
- metesculetol (vasoprotector)
- metformina (hipoglucemiant oral)
- meticil·lina (antibiòtic penicil·línic)
- meticlotiazida (diürètic)
- meticrà (diürètic)
- metilcel·lulosa (laxant)
- metildigoxina (glucòsid cardiotònic)
- metildopa (antihipertensor)
- metilergometrina (oxitòcic)
- metilfenidat (psicoestimulant)
- metilfenobarbital (antiepilèptic)
- metilpentinol (hipnòtic sedant)
- metilprednisolona (glucocorticoide)
- metilsulfat d'amezini (antihipotensor)
- metilsulfat de toloconi (antisèptic)
- metilsulfat de toloconi (desinfectant)
- metiltestosterona (androgen)
- metiltiuracil (antitiroidal)
- metiodur de buzepida (anticolinèrgic)
- metionina (acidificant urinari)
- metionina (aminoàcid)
- metionina (antídot del paracetamol)
- metipranolol (blocador d'adrenoreceptors beta)
- metipranolol (emprat en el tractament del glaucoma)
- metirapona (agent de diagnòstic de la funció pituïtària)
- metirosina (agent cardiovascular)
- metisergida (antagonista de la serotonina)
- metisergida (antimigranyós)
- metixè (antiparkinsonià)
- metizolina (vasoconstrictor)
- metocalcona (colerètic)
- metocarbamol (relaxant muscular)
- metoclopramida (antiemètic)
- metohexital (anestèsic intravenós)
- metolazona (diürètic)
- metopimazina (antiemètic)
- metoprè (pediculicida)
- metoprolol (blocador d'adrenoreceptors beta)
- metotrexat (antineoplàstic)
- metoxamina (antihipotensor)
- metoxifenamina (broncodilatador)
- metoxiflurà (anestèsic inhalatori)
- metrifonat (antihelmíntic (vet.))
- metrizamida (emprat com a element de contrast en angiografia)
- metrizamida (emprat com a element de contrast en urografia)
- metrizoat de sodi (emprat com a element de contrast)
- metronidazole (tricomonicida)
- mevastatina (hipolipemiant)
- mexazolam (tranquil·litzant)
- mexenona (protector solar)
- mexiletina (antiarrítmic)
- mezlocil·lina (antibiòtic penicil·línic)
- mianserina (antidepressiu)
- mibefradil (antagonista del calci)
- mibolerona (anabolitzant (vet.))
- micafungina (antifúngic)
- miconazole (antifúngic)
- midaglizole (antidiabètic)
- midaglizole (broncodilatador)
- midazolam (hipnòtic sedant)
- midecamicina (antibiòtic macròlid)
- midodrina (simpaticomimètic)
- mifepristona (antiprogestagen)
- miglitol (hipoglucemiant oral)
- miglustat (inhibidor de la glucosilceramidasintasa)
- milnacipran (antidepressiu)
- milrinona (cardiotònic)
- milrinona (vasodilatador)
- miltefosina (antineoplàstic)
- minociclina (antibiòtic tetraciclínic)
- minoxidil (antialopècic)
- minoxidil (antihipertensor)
- minoxidil (vasodilatador)
- mirtazapina (antidepressiu)
- mirtecaïna (anestèsic local)
- misoprostol (prostaglandina)
- mitobronitol (antineoplàstic)
- mitoguazona (antineoplàstic)
- mitolactol (antineoplàstic)
- mitomicina (antineoplàstic)
- mitotà (antineoplàstic)
- mitoxantrona (antineoplàstic)
- mivazerol (agonista dels adrenoreceptors alfa)
- mizolastina (antihistamínic)
- mizoribina (antifúngic)
- mizoribina (immunosupressor)
- moclobemida (antidepressiu)
- modafinil (psicoestimulant)
- mofebutazona (antiinflamatori)
- mofebutazona (antipirètic)
- mofebutazona (analgèsic)
- mofezolac (antiinflamatori)
- molgramostim (antineutropènic)
- molindona (tranquil·litzant)
- molsidomina (vasodilatador coronari)
- mometasona (glucocorticoide)
- monensina (antibiòtic antifúngic)
- monensina (antiprotozoari)
- monobenzona (despigmentant)
- mononitrat d'isosorbida (antiarrítmic)
- mononitrat d'isosorbida (vasodilatador coronari)
- monoxerutina (antihemorroidal)
- monoxerutina (vasoprotector)
- montelukast (antiasmàtic)
- montelukast (broncodilatador)
- monteplasa (trombolític)
- moperona (neurolèptic)
- moracizina (antiarrítmic)
- morantel (antihelmíntic)
- morclofona (antitussigen)
- morinamida (antituberculós)
- morniflumat (antiinflamatori)
- moroctocog alfa (antihemorràgic)
- moroxidina (antivíric)
- morruat de sodi (esclerosant)
- mosapramina (antipsicòtic)
- motretinida (queratolític)
- moxaverina (antiespasmòdic)
- moxidectina (ectoparasiticida sistèmic (vet.))
- moxidectina (antihelmíntic (vet.))
- moxifloxacina (antibiòtic fluoroquinolònic)
- moxisilita (blocador d'adrenoreceptors beta)
- moxisilita (vasodilatador perifèric)
- moxonidina (antihipertensor)
- mupirocina (antibiòtic)
- muromonab-CD3 (immunomodulador)

## N
| Índex: A B C D E F G H I J K L M N O P Q R S T U V W X Y Z — Especials Inici — vegeu també — enllaços externs |

- nabilona (tranquil·litzant)
- nabumetona (antiinflamatori)
- nadida (antivertiginós)
- nadida (coenzim)
- nadifloxacina (antiacneic)
- nadolol (blocador d'adrenoreceptors beta)
- nadoxolol (antiarrítmic)
- nadroparina càlcica (anticoagulant)
- nafamostat (enzim inhibidor de la proteasa)
- nafarelina (antineoplàstic)
- nafazatrom (antitrombòtic)
- nafazolina (vasoconstrictor)
- nafcil·lina (antibiòtic penicil·línic)
- naftalofós (antihelmíntic (vet.))
- naftazona (hemostàtic)
- naftidrofuril (vasodilatador perifèric)
- naftifina (antifúngic)
- naftopidil (antihipertensor)
- nalbufina (antagonista de la morfina)
- nalbufina (antídot)
- nalmefè (antagonista opioide)
- nalorfina (antagonista de la morfina)
- nalorfina (antídot en la intoxicació per opiacis)
- naloxona (antagonista de la morfina)
- naloxona (antídot en la intoxicació per opiacis)
- naltrexona (antagonista de la morfina)
- naltrexona (antídot en la intoxicació per opiacis)
- nandrolona (anabolitzant)
- naproxèn (analgèsic)
- naproxèn (antiinflamatori)
- naproxèn (antipirètic)
- narasina (antiprotozoari (vet.))
- naratriptan (antimigranyós)
- nartograstim (factor estimulador de les colònies de granulòcits)
- nasaruplasa (trombolític)
- nasaruplasa beta (trombolític)
- natalizumab (anticòs monoclonal)
- natalizumab (immunomodulador)
- natamicina (antifúngic local)
- nateglinida (hipoglucemiant oral)
- nateplasa (trombolític)
- nebivolol (antiarrítmic)
- nebivolol (antihipertensor)
- nebracetam (agonista muscarínic)
- nedaplatí (antineoplàstic)
- nedocromil (antial·lèrgic)
- nefazodona (antidepressiu)
- nefiracetam (nootròpic)
- nefopam (analgèsic)
- nelarabina (antineoplàstic)
- nelfinavir (anti-VIH)
- neltenexina (mucolític)
- nemonaprida (neurolèptic)
- neomicina (antibiòtic aminoglicosídic)
- nepinalona (antitussigen)
- nesiritida (agent cardiovascular)
- neticonazole (antifúngic)
- netilmicina (antibiòtic aminoglicosídic)
- netobimina (antihelmíntic (vet.))
- nevirapina (anti-VIH)
- nialamida (antidepressiu IMAO)
- niaprazina (antial·lèrgic)
- niaprazina (antihistamínic H1)
- nicaravèn (vasodilatador cerebral)
- nicardipina (vasodilatador cerebral)
- nicergolina (vasodilatador)
- niceritrol (antihiperlipèmic)
- niclosamida (antihelmíntic)
- nicocodina (antitussigen)
- nicofibrat (hipolipemiant)
- nicomorfina (analgèsic opiaci)
- nicorandil (vasodilatador coronari)
- nicotinamida (emprat en la prevenció i el tractament del dèficit de vitamines del complex B)
- nicotinat d'inositol (vasodilatador perifèric)
- nifedipina (vasodilatador coronari)
- nifekalant (antiarrítmic)
- nifenazona (analgèsic)
- nifenazona (antiinflamatori)
- nifenazona (antipirètic)
- nifuratel (antiinfecciós)
- nifuratel (tricomonicida)
- nifuroxazida (antidiarreic)
- nifuroxima (antifúngic local)
- nifuroxima (antiinfecciós derivat del nitrofuran)
- nifursol (antiprotozoari (vet.))
- nifurtimox (tripanosomicida)
- nifurtoïnol (antiinfecciós derivat del nitrofuran)
- nifurtoïnol (antisèptic urinari)
- nifurzida (antidiarreic)
- niketamida (analèptic)
- nilotinib (antineoplàstic)
- nilutamida (antiandrogen)
- nilvadipina (antihipertensor)
- nimesulida (antiinflamatori)
- nimetazepam (hipnòtic sedant)
- nimodipina (vasodilatador cerebral)
- nimorazole (tricomonicida)
- nimustina (antineoplàstic)
- niperotidina (antisecretor gàstric)
- nipradilol (vasodilatador)
- nisoldipina (antianginós)
- nisoldipina (antihipertensor)
- nistatina (antifúngic)
- nitazoxanida (antiprotozoari)
- nitisinona (antihipertiroxinèmic)
- nitrazepam (hipnòtic sedant)
- nitrendipina (antihipertensor)
- nitrofurantoïna (antiinfecciós derivat del nitrofuran)
- nitrofurantoïna (antisèptic urinari)
- nitroscanat (antihelmíntic (vet.))
- nitroxinil (antihelmíntic (vet.))
- nitroxolina (antisèptic urinari)
- nizatidina (antiulcerós)
- nizatidina (antihistamínic H1)
- nizofenona (vasodilatador cerebral)
- nizofenona (nootròpic)
- nocloprost (prostaglandina E2)
- nolatrexed (antimetabòlit antineoplàstic)
- nomegestrol (hormona sexual)
- nonacog alfa (hemostàtic)
- nonivamida (antiinflamatori)
- nonoxinol-9 (espermicida)
- nordazepam (tranquil·litzant)
- norelgestromina (progestagen)
- noretandrolona (anabolitzant)
- noretinodrel (progestagen)
- noretisterona (progestagen)
- norfenefrina (simpaticomimètic)
- norfloxacina (antibiòtic fluoroquinolònic)
- norflurà (anestèsic inhalatori)
- norgestimat (progestagen)
- norgestomet (progestagen (vet.))
- norgestrel (progestagen)
- norgestrienona (progestagen)
- normetadona (analgèsic opiaci)
- nortriptilina (antidepressiu tricíclic)
- noscapina (antitussigen)
- novobiocina (antibiòtic inhibidor de la girasa)
- noxitiolina (antisèptic)
- noxitiolina (desinfectant)

## O
| Índex: A B C D E F G H I J K L M N O P Q R S T U V W X Y Z — Especials Inici — vegeu també — enllaços externs |

- oblimersèn (antivíric)
- octacaïna (anestèsic local)
- octenidina (antifúngic)
- octenidina (antisèptic)
- octenidina (antivíric)
- octinoxat (protector solar)
- octisalat (protector solar)
- octocog alfa (hemostàtic)
- octocrilè (protector solar)
- octodrina (anestèsic local)
- octodrina (vasoconstrictor)
- octotiamina (emprat en la prevenció i el tractament del dèficit de vitamina B1)
- octoxinol (espermicida)
- octreotida (hormona hipotalàmica)
- ofloxacina (antibiòtic fluoroquinolònic)
- olaflur (anticariogen)
- olanzapina (antipsicòtic)
- olaquindox (antibiòtic (vet.))
- oleandomicina (antibiòtic macròlid)
- oleat de monoetanolamina (esclerosant)
- oleat de sorbitan (coadjuvant farmacèutic)
- olmesartan (antihipertensor)
- olopatadina (antihistamínic)
- olprinona (inotròpic)
- olprinona (vasodilatador)
- olsalazina (antiinflamatori gastrointestinal)
- omalizumab (anticòs monoclonal)
- omalizumab (antiasmàtic)
- omapatrilat (antihipertensor)
- omeprazole (inhibidor de la secreció àcida gàstrica)
- omoconazole (antifúngic)
- ondansetró (antiemètic)
- opebacan (proteïna bactericida)
- opipramol (antidepressiu tricíclic)
- oprelvekina (antitrombocitopènic)
- orazamida (hepatoprotector)
- orbifloxacina (antibacterià fluoroquinolònic (vet.))
- orciprenalina (broncodilatador)
- oregovomab (anticòs monoclonal)
- oregovomab (antineoplàstic)
- orfenadrina (antiparkinsonià)
- orgoteïna (antiinflamatori)
- oritavancina (antibacterià glucopeptídic)
- orlistat (inhibidor de la lipasa)
- ormeloxifè (contraceptiu)
- ormetoprim (antiprotozoari)
- ornidazole (amebicida)
- ornidazole (tricomonicida)
- ornipressina (vasoconstrictor)
- ornitina (hepatoprotector)
- ornoprostil (antiulcerós)
- osalmid (colerètic)
- oseltamivir (antigripal)
- oxaceprol (antiinflamatori)
- oxacil·lina (antibiòtic penicil·línic)
- oxaliplatí (antineoplàstic)
- oxamniquina (antihelmíntic)
- oxandrolona (anabolitzant)
- oxaprozina (antiinflamatori)
- oxatomida (antial·lèrgic)
- oxatomida (antiasmàtic)
- oxazepam (tranquil·litzant)
- oxazolam (tranquil·litzant)
- oxcarbazepina (antiepilèptic)
- oxeladina (antitussigen)
- oxendolona (antiandrogen)
- oxetacaïna (anestèsic local)
- oxetorona (antimigranyós)
- oxfendazole (antihelmíntic)
- oxibendazole (antihelmíntic (vet.))
- oxibenzona (protector solar)
- oxibuprocaïna (anestèsic local)
- oxibutinina (antiespasmòdic)
- oxiclozanida (antihelmíntic (vet.))
- oxicodona (analgèsic opiaci)
- oxiconazole (antifúngic)
- oxifedrina (vasodilatador coronari)
- oxifenbutazona (analgèsic)
- oxifenbutazona (antiinflamatori)
- oxifenbutazona (antipirètic)
- oxifenciclimina (inhibidor de la secreció àcida gàstrica)
- oxifenciclimina (antiespasmòdic)
- oxifenciclimina (anticolinèrgic)
- oxifenisatina (laxant)
- oxilofrina (antihipotensor)
- oxilofrina (simpaticomimètic)
- oximetazolina (vasoconstrictor)
- oximetolona (anabolitzant)
- oximorfona (analgèsic opiaci)
- oxipertina (neurolèptic)
- oxiracetam (nootròpic)
- oxitocina (estimulant uterí)
- oxitocina (hormona hipofisiària)
- oxitriptan (antidepressiu)
- oxolamina (antitussigen)
- oxomemazina (antial·lèrgic)
- oxomemazina (antihistamínic H1)
- oxprenolol (antiarrítmic)
- oxprenolol (antihipertensor)
- oxprenolol (simpaticomimètic)
- ozagrel (anticoagulant)
- ozagrel (inhibidor de l'agregació plaquetària)

## P
| Índex: A B C D E F G H I J K L M N O P Q R S T U V W X Y Z — Especials Inici — vegeu també — enllaços externs |

- paclitaxel (antineoplàstic)
- padimat (protector solar)
- palifermina (agent desintoxicant en tractaments antineoplàstics)
- paliperidona (antipsicòtic)
- palivizumab (immunomodulador)
- palmidrol (antiinflamatori)
- palmitat de sorbitan (coadjuvant farmacèutic)
- palonosetró (antiemètic)
- pamiteplasa (trombolític)
- panipenem (antibiòtic carbapenèmic)
- panitumumab (antineoplàstic)
- pantoprazole (antisecretor gàstric)
- pantoprazole (antiulcerós)
- pantotenat de calci (emprat en la prevenció i el tractament del dèficit de vitamines del complex B)
- paracetamol (analgèsic)
- paracetamol (antipirètic)
- parametasona (glucocorticoide)
- parconazole (antifúngic)
- parecoxib (antiinflamatori)
- paretoxicaïna (anestèsic local)
- pargeverina (antiespasmòdic)
- pargilina (antidepressiu IMAO)
- paricalcitol (anàleg de la vitamina D)
- parnaparina sòdica (anticoagulant)
- paromomicina (antibiòtic aminoglicosídic)
- paroxetina (antidepressiu)
- pefloxacina (antiinfecciós quinolònic)
- pegademasa (enzim)
- pegaptanib (antiangiogènic)
- pegaspargasa (enzim)
- pegfilgrastim (antineutropènic)
- pegfilgrastim (factor de creixement hematopoètic)
- pegorgoteïna (enzim)
- pegorgoteïna (antioxidant)
- pegvisomant (antagonista de l'hormona del creixement)
- peldesina (inhibidor de la fosforilasa)
- pemetrexed (antineoplàstic)
- pemirolast (antiasmàtic)
- pemolina (psicoestimulant)
- penbutolol (blocador d'adrenoreceptors beta)
- penciclovir (antivíric)
- penfluridol (neurolèptic)
- penicil·lamina (antídot)
- penicil·lamina (quelant)
- penicil·lina G benetamínica (antibiòtic penicil·línic)
- pentagastrina (estimulant de la secreció gàstrica)
- pentamidina (tripanosomicida)
- pentamidina (leishmanicida)
- pentazocina (analgèsic opioide)
- pentetat de calci i trisodi (quelant)
- pentetat de calci i trisodi (antídot)
- pentetrazol (analèptic)
- pentifil·lina (vasodilatador perifèric)
- pentobarbital (hipnòtic sedant)
- pentosan polisulfat de sodi (anticoagulant)
- pentosan polisulfat de sodi (antiinflamatori)
- pentosan polisulfat de sodi (fibrinolític)
- pentosan polisulfat de sodi (hipolipemiant)
- pentostatina (antineoplàstic)
- pentoxifil·lina (vasodilatador perifèric)
- pentoxiverina (antitussigen)
- peplomicina (antineoplàstic)
- perfenazina (neurolèptic)
- perflenapent (emprat com a element de contrast en ecocardiografia)
- perflexà (emprat com a element de contrast en ecocardiografia)
- perflisopent (emprat com a element de contrast en ecocardiografia)
- perflubró (coadjuvant en ressonància magnètica nuclear)
- perflunafè (agent cardiovascular)
- perflutrèn (emprat com a element de contrast)
- pergolida (antiparkinsonià)
- pergolida (dopaminèrgic)
- pergolida (supressor de l'alletament)
- perhexilina (vasodilatador coronari)
- perindopril (antihipertensor)
- permetrina (pediculicida)
- perospirona (antipsicòtic)
- petidina (analgèsic opioide)
- picloxidina (antifúngic)
- picloxidina (antisèptic)
- picolamina (analgèsic extern)
- picolamina (queratolític)
- picosulfat de sodi (laxant)
- pidotimod (immunoestimulant)
- piketoprofèn (antiinflamatori)
- pilsicaïnida (antiarrítmic)
- pimagedina (inhibidor de la glicosidasa)
- pimecrolimús (antiinflamatori)
- pimecrolimús (immunodepressor)
- pimetixè (antihistamínic H1)
- pimobendan (agent cardiovascular)
- pimozida (neurolèptic)
- pinacidil (antihipertensor)
- pinazepam (tranquil·litzant)
- pindolol (blocador d'adrenoreceptors beta)
- pindolol (emprat en el tractament del glaucoma)
- pioglitazona (hipoglucemiant oral)
- pipamperona (neurolèptic)
- pipazetat (antitussigen)
- piperacetazina (neurolèptic)
- piperacil·lina (antibiòtic penicil·línic)
- piperidolat (antiespasmòdic)
- piperidolat (anticolinèrgic)
- pipetanat (antiespasmòdic)
- pipobroman (antineoplàstic)
- pipotiazina (neurolèptic)
- pipoxolan (antiespasmòdic)
- pipradrol (psicoestimulant)
- pipratecol (vasodilatador perifèric)
- piprinhidrinat (antiemètic)
- piprinhidrinat (antihistamínic H1)
- piracetam (nootròpic)
- pirantel (antihelmíntic)
- pirarubicina (antineoplàstic)
- pirazinamida (antituberculós)
- pirbuterol (broncodilatador)
- pirenzepina (inhibidor de la secreció àcida gàstrica)
- piretanida (diürètic)
- piretanida (antihipertensor)
- pirfenidona (antifibròtic)
- piribedil (antiparkinsonià)
- piricarbat (antihiperlipèmic)
- piridofil·lina (antiasmàtic)
- piridoxilat (vasodilatador)
- piridoxina (emprat en la prevenció i el tractament del dèficit de vitamina B6)
- pirifibrat (hipolipemiant)
- pirimetamina (antipalúdic)
- pirisudanol (psicoestimulant)
- piritildiona (hipnòtic sedant)
- piritinol (nootròpic)
- piritiona (antifúngic)
- piritiona (queratolític)
- piritramida (analgèsic opioide)
- piritrexim (antineoplàstic)
- pirlimicina (antibiòtic lincosamínic (vet.))
- pirlindole (antidepressiu)
- pirmenol (antiarrítmic)
- piroctona (antiseborreic)
- piroxicam (antiinflamatori)
- pirozadil (antihiperlipèmic)
- pirrolnitrina (antifúngic)
- pitavastatina (hipolipemiant)
- pitofenona (antiespasmòdic)
- pitofenona (anticolinèrgic)
- pivampicil·lina (antibiòtic penicil·línic)
- pivmecil·linam (antibiòtic penicil·línic)
- pizotifèn (antagonista de la serotonina)
- pizotifèn (antimigranyós)
- plaunotol (antiulcerós)
- pleconaril (antivíric)
- plerixafor (immunomodulador)
- plicamicina (antineoplàstic)
- polacrilina (coadjuvant farmacèutic)
- polaprezinc (antiúlcera pèptica)
- polaprezinc (citoprotector)
- policarbofil (laxant)
- policresulèn (antisèptic)
- poligelina (expansor plasmàtic)
- polihexanida (desinfectant)
- polimixina B (antibiòtic peptídic)
- polinoxilina (antisèptic tòpic)
- politiazida (diürètic)
- poloxalè (laxant)
- poloxàmer (coadjuvant farmacèutic)
- poloxàmer (laxant)
- porfímer sòdic (fotosensibilitzador)
- posaconazole (antifúngic)
- posatirelina (hormona hipofisiària)
- posatirelina (hormona hipotalàmica)
- povidona (lubrificant ocular)
- povidona (humectant)
- povidona (coadjuvant farmacèutic)
- pramipexole (antiparkinsonià)
- pramiracetam (nootròpic)
- pramiverina (antiespasmòdic)
- pramlintida (antidiabètic)
- pranlukast (antiasmàtic)
- pranoprofèn (analgèsic)
- pranoprofèn (antiinflamatori)
- pranoprofèn (antipirètic)
- prasterona (anabolitzant)
- prasugrel (antiagregant plaquetari)
- pravastatina (hipolipemiant)
- prazepam (tranquil·litzant)
- praziquantel (antihelmíntic)
- prazosina (vasodilatador perifèric)
- prazosina (antihipertensor)
- prednazolina (descongestiu nasal)
- prednicarbat (glucocorticoide)
- prednilidè (glucocorticoide)
- prednimustina (antineoplàstic)
- prednisolona (glucocorticoide)
- prednisona (glucocorticoide)
- pregabalina (antiepilèptic)
- prenalterol (simpaticomimètic)
- prenilamina (vasodilatador coronari)
- prenoxdiazina (antitussigen)
- pridinol (antiparkinsonià)
- prilocaïna (anestèsic local)
- primaquina (antipalúdic)
- primidona (antiepilèptic)
- pristinamicina (antibiòtic estreptogramínic)
- proadifèn (inhibidor enzimàtic)
- probenecid (uricosúric)
- probucol (antihiperlipèmic)
- procaïna (anestèsic local)
- procaïnamida (antiarrítmic)
- procarbazina (antineoplàstic)
- procaterol (broncodilatador)
- prociclidina (antiparkinsonià)
- procinonida (hormona corticoadrenal)
- proclorperazina (neurolèptic)
- procodazole (immunoestimulant)
- profenamina (antiparkinsonià)
- progabida (antiepilèptic)
- progesterona (progestagen)
- proglumetacina (analgèsic)
- proglumetacina (antiinflamatori)
- proglumida (anticolinèrgic)
- proguanil (antipalúdic)
- proligestona (progestagen)
- prolina (emprat com a suplement dietètic)
- prolintà (psicoestimulant)
- promazina (neurolèptic)
- promegestona (progestagen)
- promelasa (antiinflamatori)
- promestriè (estrogen)
- prometazina (antial·lèrgic)
- prometazina (antihistamínic H1)
- promolat (antitussigen)
- propacetamol (analgèsic)
- propacetamol (antipirètic)
- propafenona (antiarrítmic)
- propamidina (antiprotozoari)
- propanidid (anestèsic intravenós)
- propanocaïna (anestèsic local)
- propatilnitrat (vasodilatador)
- propentofil·lina (vasodilatador)
- propicil·lina (antibiòtic penicil·línic)
- propifenazona (analgèsic)
- propifenazona (antipirètic)
- propilhexedrina (anorèctic)
- propilhexedrina (descongestiu nasal)
- propiliodona (emprat com a element de contrast en broncografia)
- propiltiuracil (antitiroidal)
- propiolactona (desinfectant)
- propiomazina (antihistamínic)
- propipocaïna (anestèsic local)
- propiverina (anticolinèrgic)
- propofol (anestèsic intravenós)
- propoxicaïna (anestèsic local)
- propranolol (blocador d'adrenoreceptors beta)
- proquazona (antipirètic)
- proquazona (antiinflamatori)
- proquazona (analgèsic)
- proroxan (antihipertensor)
- proroxan (blocador d'adrenoreceptors alfa)
- proscil·laridina (glucòsid cardiotònic)
- prosultiamina (emprat en la prevenció i el tractament del dèficit de vitamina B)
- protionamida (antituberculós)
- protipendil (neurolèptic)
- protirelina (hormona hipotalàmica)
- protriptilina (antidepressiu tricíclic)
- proxazole (antiespasmòdic)
- proxibarbal (antimigranyós)
- proxifil·lina (antiasmàtic)
- proxifil·lina (diürètic)
- proximetacaïna (anestèsic local)
- prozapina (colerètic)
- prulifloxacina (antibacterià fluoroquinolònic)
- pseudoefedrina (simpaticomimètic)

## Q
| Índex: A B C D E F G H I J K L M N O P Q R S T U V W X Y Z — Especials Inici — vegeu també — enllaços externs |

- quazepam (hipnòtic sedant)
- quetiapina (antipsicòtic)
- quifenadina (antihistamínic)
- quimopapaïna (enzim pancreàtic proteolític)
- quimotripsina (antiinflamatori)
- quimotripsina (enzim pancreàtic proteolític)
- quinagolida (antiparkinsonià)
- quinagolida (inhibidor de l'alletament)
- quinapril (antihipertensor)
- quinestradol (estrogen)
- quinestrol (estrogen)
- quinetazona (diürètic)
- quinfamida (amebicida)
- quinisocaïna (anestèsic local)
- quinupramina (antidepressiu tricíclic)
- quinupristina (antibiòtic estreptogramínic)

## R
| Índex: A B C D E F G H I J K L M N O P Q R S T U V W X Y Z — Especials Inici — vegeu també — enllaços externs |

- rabeprazole (inhibidor de la secreció àcida gàstrica)
- racecadotril (antidiarreic)
- rafoxanida (antihelmíntic)
- raloxifè (inhibidor de la resorció òssia)
- raltegravir (antiretroviral)
- raltitrexed (antineoplàstic)
- ramifenazona (antipirètic)
- ramifenazona (analgèsic)
- ramifenazona (antiinflamatori)
- ramipril (antihipertensor)
- ramoplanina (antibiòtic glucopeptídic)
- ramosetró (antiemètic)
- ranelat d'estronci (hipocalcemiant)
- ranelat d'estronci (inhibidor de la resorció òssia)
- ranibizumab (antiangiogènic)
- ranibizumab (anticòs monoclonal)
- ranimustina (antineoplàstic)
- ranitidina (antisecretor gàstric)
- ranolazina (agent cardiovascular)
- ranpirnasa (antineoplàstic)
- rasagilina (antiparkinsonià)
- rasburicasa (enzim uricolític)
- razoxà (antineoplàstic)
- rebamipida (antiúlcera pèptica)
- reboxetina (antidepressiu)
- remacemida (antiepilèptic)
- remacemida (antiparkinsonià)
- remifentanil (analgèsic opioide)
- remikirèn (antihipertensor)
- renzaprida (procinètic)
- repaglinida (hipoglucemiant oral)
- repirinast (antial·lèrgic)
- reproterol (antiasmàtic)
- rescinnamina (antihipertensor)
- reserpina (antihipertensor)
- resiquimod (antivíric)
- retapamulina (antibiòtic)
- reteplasa (trombolític)
- retinol (emprat en la prevenció i el tractament del dèficit de vitamina A)
- reviparina sòdica (antitrombòtic)
- ribavirina (antivíric)
- riboflavina (emprat en la prevenció i el tractament del dèficit de vitamina B)
- rifabutina (antibiòtic rifamicínic)
- rifabutina (antituberculós)
- rifamicina (antituberculós)
- rifampicina (antituberculós)
- rifapentina (antibiòtic rifamicínic)
- rifapentina (antituberculós)
- rifaximina (antibiòtic rifamicínic)
- riluzole (antagonista de l'NMDA)
- riluzole (inhibidor de l'alliberament d'àcid glutàmic)
- rimantadina (antivíric)
- rimexolona (glucocorticoide)
- rimiterol (broncodilatador)
- rimiterol (simpaticomimètic)
- risedronat sòdic (inhibidor de la resorció òssia)
- risperidona (antipsicòtic)
- ritanserina (antidepressiu)
- ritiometan (antisèptic)
- ritodrina (relaxant uterí)
- ritonavir (anti-VIH)
- rituximab (immunomodulador)
- rituximab (antineoplàstic)
- rivaroxaban (anticoagulant oral)
- rivastigmina (emprat en el tractament de la malaltia d'Alzheimer)
- rizatriptan (antimigranyós)
- robenidina (antiprotozoari)
- rociverina (antiespasmòdic)
- rofecoxib (antiinflamatori)
- roflumilast (antiasmàtic)
- rokitamicina (antibiòtic aminoglicosídic)
- rolitetraciclina (antibiòtic tetraciclínic)
- romifidina (relaxant muscular)
- romifidina (sedant (vet.))
- romifidina (analgèsic)
- romiplostim (regulador de la producció de plaquetes)
- ronidazole (antiprotozoari)
- ronifibrat (hipolipemiant)
- ropinirole (antiparkinsonià)
- ropivacaïna (anestèsic local)
- rosoxacina (antiinfecciós quinolònic)
- rosuvastatina (hipolipemiant)
- rotigotina (agonista dopaminèrgic)
- rotigotina (antiparkinsonià)
- roxadimat (protector solar)
- roxarsona (antiprotozoari)
- roxatidina (antihistamínic H1)
- roxitromicina (antibiòtic macròlid)
- rubitecan (antineoplàstic)
- rufinamida (antiepilèptic)
- rufloxacina (antibiòtic quinolònic)
- rupatadina (antihistamínic)
- rutòsid (vasoprotector)

## S
| Índex: A B C D E F G H I J K L M N O P Q R S T U V W X Y Z — Especials Inici — vegeu també — enllaços externs |

- sabeluzole (anticonvulsiu)
- sabeluzole (antihipòxic)
- sacarat de calci (emprat com a suplement mineral)
- salbutamol (broncodilatador)
- salbutamol (simpaticomimètic)
- salicilamida (antiinflamatori)
- salicilamida (antipirètic)
- salicilamida (analgèsic)
- salicilat de colina (analgèsic)
- salicilat de colina (antiinflamatori)
- salicilat de colina (antipirètic)
- salicilat d'imidazole (analgèsic)
- salicilat d'imidazole (antiinflamatori)
- salinomicina (antiprotozoari (vet.))
- salmeterol (broncodilatador)
- salmeterol (simpaticomimètic)
- salnacedina (antiinflamatori)
- salnacedina (queratolític)
- salsalat (analgèsic)
- salverina (analgèsic)
- salverina (antiespasmòdic)
- saperconazole (antifúngic)
- sapropterina (antihiperfenilalaninèmic)
- saquinavir (anti-VIH)
- sarafloxacina (antibacterià fluoroquinolònic (vet.))
- saralasina (antagonista de l'angiotensina II)
- saralasina (antihipertensor)
- sargramostim (antineutropènic)
- sarpogrelat (antiagregant plaquetari)
- saruplasa (trombolític)
- satraplatí (antineoplàstic)
- saxagliptina (hipoglucemiant oral)
- secbutabarbital (hipnòtic sedant)
- secnidazole (amebicida)
- secnidazole (tricomonicida)
- secobarbital (hipnòtic sedant)
- secretina (agent de diagnòstic de la funció pancreàtica)
- selamectina (antihelmíntic (vet.))
- selamectina (ectoparasiticida (vet.))
- selegilina (antidepressiu IMAO)
- selegilina (antiparkinsonià)
- selfotel (antiisquèmic)
- semduramicina (antiprotozoari (vet.))
- semustina (antineoplàstic)
- seocalcitol (emprat en la prevenció i el tractament del dèficit de vitamina D)
- seratrodast (antiasmàtic)
- serina (emprat com a suplement dietètic)
- sermorelina (agent de diagnòstic de la funció pituïtària)
- serrapeptasa (antiinflamatori)
- sertaconazole (antifúngic)
- sertindole (antipsicòtic)
- sertralina (antidepressiu)
- sesquioleat de sorbitan (surfactant no iònic)
- setastina (antihistamínic)
- sevelàmer (antihiperfosfatèmic)
- sevoflurà (anestèsic inhalatori)
- sibrafiban (agent cardiovascular)
- sibutramina (anorèctic)
- sibutramina (inhibidor de la recaptació de serotonina i noradrenalina)
- sildenafil (vasodilatador)
- sildenafil (emprat en el tractament de la disfunció erèctil)
- silibinina (hepatoprotector)
- silicristina (antídot)
- silicristina (quelant)
- silidianina (hepatoprotector)
- simeticona (antiflatulent)
- simfibrat (hipolipemiant)
- simvastatina (hipolipemiant)
- sinapultida (tensioactiu pulmonar)
- sincalida (estimulant de la contracció de la vesícula biliar)
- sincalida (estimulant de la musculatura intestinal)
- sirolimús (immunodepressor)
- sisomicina (antibiòtic aminoglicosídic)
- sitagliptina (hipoglucemiant oral)
- sitaxentan (antihipertensor)
- sivelestat (inhibidor de l'elastasa)
- sizofiran (immunoestimulant)
- sobuzoxà (antineoplàstic)
- solifenacina (antagonista muscarínic)
- solifenacina (emprat en el tractament de la incontinència urinària)
- somagrebova (derivat de l'hormona del creixement)
- somatorelina (factor alliberador de l'hormona del creixement)
- somatostatina (hormona hipotalàmica)
- somatostatina (inhibidor de l'alliberament de l'hormona del creixement)
- somatotropina (estimulant del creixement)
- somatrem (hormona antidiürètica)
- sometribova (derivat de l'hormona del creixement)
- somidobova (derivat de l'hormona del creixement)
- sorafenib (antineoplàstic)
- sorafenib (antiangiogènic)
- sorbinil (antidiabètic)
- sorivudina (antivíric)
- sotalol (blocador d'adrenoreceptors beta)
- succímer (antídot en la intoxicació per plom)
- succímer (quelant)
- succinat d'estriol (hormona sexual)
- succinilsulfatiazole (antibiòtic sulfonamídic)
- sucralfat (antiàcid)
- sudismasa (antiinflamatori)
- sufentanil (analgèsic opiaci)
- sugammadex (antídot)
- sulbactam (coadjuvant farmacològic)
- sulbactam (enzim inhibidor de la ß-lactamasa)
- sulbenicil·lina (antibiòtic penicil·línic)
- sulbutiamina (emprat en la prevenció i el tractament del dèficit de vitamina B)
- sulconazole (antifúngic)
- suleparoide sòdic (trombolític)
- sulfabenzamida (antibiòtic sulfonamídic)
- sulfacarbamida (antibiòtic sulfonamídic)
- sulfacetamida (antibiòtic sulfonamídic)
- sulfaclorpiridazina (antibiòtic sulfonamídic)
- sulfaclozina (antibiòtic sulfonamídic (vet.))
- sulfacrisoïdina (antibiòtic sulfonamídic)
- sulfadiazina (antibiòtic sulfonamídic)
- sulfadicramida (antibiòtic sulfonamídic)
- sulfadimetoxina (antibiòtic sulfonamídic)
- sulfadimidina (antibiòtic sulfonamídic)
- sulfadoxina (antibiòtic sulfonamídic)
- sulfafurazole (antibiòtic sulfonamídic)
- sulfaguanidina (antibiòtic sulfonamídic)
- sulfamerazina (antibiòtic sulfonamídic)
- sulfametizole (antibiòtic sulfonamídic)
- sulfametoxazole (antibiòtic sulfonamídic)
- sulfametoxipiridazina (antibiòtic sulfonamídic)
- sulfametrole (antibiòtic sulfonamídic)
- sulfamonometoxina (antibiòtic sulfonamídic)
- sulfamoxole (antibiòtic sulfonamídic)
- sulfanilamida (antibiòtic sulfonamídic)
- sulfapiridina (antibiòtic sulfonamídic)
- sulfaquinoxalina (antibiòtic sulfonamídic (vet.))
- sulfasalazina (antiinflamatori intestinal)
- sulfasalazina (antibiòtic sulfonamídic)
- sulfasuccinamida (antibiòtic sulfonamídic)
- sulfatiazole (antibiòtic sulfonamídic)
- sulfatroxazole (antibiòtic sulfonamídic)
- sulfinpirazona (uricosúric)
- sulfiram (escabicida)
- sulfisomidina (antibiòtic sulfonamídic)
- sulfoguaiacol (expectorant)
- sulfòxid de dimetil (antiinflamatori)
- sulglicotida (protector gastrointestinal)
- sulindac (antipirètic)
- sulindac (antiinflamatori)
- sulindac (analgèsic)
- sulisobenzona (protector solar)
- sulodexida (antihiperlipèmic)
- sulpirida (inhibidor de la secreció àcida gàstrica)
- sulpirida (neurolèptic)
- sulprostona (prostaglandina)
- sultamicil·lina (antibiòtic penicil·línic)
- sultiam (antiepilèptic)
- sultoprida (neurolèptic)
- sumatriptan (antimigranyós)
- sunitinib (antiangiogènic)
- sunitinib (antineoplàstic)
- suprofèn (antiinflamatori)
- sutilaïna (enzim pancreàtic)
- suxibuzona (antiinflamatori)
- suxibuzona (antipirètic)
- suxibuzona (analgèsic)

## T
| Índex: A B C D E F G H I J K L M N O P Q R S T U V W X Y Z — Especials Inici — vegeu també — enllaços externs |

- tacalcitol (antipsoriàsic)
- tacrina (emprat en el tractament de la malaltia d'Alzheimer)
- tacrina (inhibidor de la colinesterasa)
- tacrolimús (immunodepressor)
- tadalafil (vasodilatador)
- tafenoquina (antipalúdic)
- tafluprost (emprat en el tractament del glaucoma)
- talidomida (immunomodulador)
- talinolol (blocador d'adrenoreceptors beta)
- talipexole (antiparkinsonià)
- taltirelina (hormona hipotalàmica)
- tamoxifèn (antiestrogen)
- tamoxifèn (antineoplàstic)
- tamsulosina (emprat en el tractament de l'adenoma prostàtic)
- tandospirona (ansiolític)
- tandospirona (antidepressiu)
- tapentadol (analgèsic)
- tasonermina (antineoplàstic)
- tasosartan (antihipertensor)
- taurina (aminoàcid)
- taurolidina (antibiòtic)
- tazarotè (antipsoriàsic)
- tazarotè (antiacneic)
- tazobactam (coadjuvant farmacològic)
- tazobactam (inhibidor de la ß-lactamasa)
- tebacó (analgèsic opiaci)
- tebacó (antitussigen)
- teclotiazida (diürètic)
- teclozan (amebicida)
- tegafur (antineoplàstic)
- tegaserod (procinètic)
- telbivudina (antivíric)
- telitromicina (antibiòtic macròlid)
- telitromicina (emprat en el tractament de les infeccions de les vies respiratòries)
- telmesteïna (mucolític)
- telmisartan (antihipertensor)
- temafloxacina (antibiòtic quinolònic)
- temazepam (tranquil·litzant)
- temefós (insecticida)
- temocapril (antihipertensor)
- temocil·lina (antibiòtic penicil·línic)
- temoporfina (antineoplàstic)
- temozolomida (antineoplàstic)
- temsirolimús (antiangiogènic)
- temsirolimús (antineoplàstic)
- tenamfetamina (estimulant del sistema nerviós central)
- tenecteplasa (trombolític)
- tenidap (antiinflamatori)
- tenildiamina (antihistamínic)
- tenipòsid (antineoplàstic)
- tenofovir (anti-VIH)
- tenonitrozole (antiprotozoari)
- tenoxicam (analgèsic)
- tenoxicam (antiinflamatori)
- teodrenalina (analèptic)
- teodrenalina (antihipotensor)
- teofil·linat de colina (antiasmàtic)
- teofil·linat de colina (diürètic)
- teprenona (antiúlcera pèptica)
- teprenona (citoprotector)
- teprotida (antihipertensor)
- terazosina (antihipertensor)
- terbinafina (antifúngic)
- terbutalina (antiasmàtic)
- terbutalina (simpaticomimètic)
- terconazole (antifúngic)
- terfenadina (antial·lèrgic)
- terfenadina (antihistamínic H1)
- tergurida (antiparkinsonià)
- tergurida (inhibidor de la prolactina)
- teriparatida (hormona paratiroidal)
- terizidona (antituberculós)
- terlipressina (hormona antidiürètica)
- terlipressina (vasoconstrictor)
- ternidazole (tricomonicida)
- tertatolol (antihipertensor)
- tertatolol (blocador d'adrenoreceptors beta)
- tertatolol (antiarrítmic)
- tesmilifè (antineoplàstic)
- testolactona (androgen)
- testosterona (androgen)
- tetrabenazina (neurolèptic)
- tetracaïna (anestèsic local)
- tetraciclina (antibiòtic tetraciclínic)
- tetracosactida (agent de diagnòstic de la insuficiència corticosuprarenal)
- tetradecilsulfat de sodi (esclerosant)
- tetrametrina (ectoparasiticida (vet.))
- tetramisole (antihelmíntic (vet.))
- tetranitrat de pentaeritritil (vasodilatador coronari)
- tetranitrat d'eritritil (vasodilatador)
- tetrazepam (relaxant muscular)
- tetridamina (antiinflamatori)
- tetridamina (analgèsic)
- tetrizolina (vasoconstrictor otorinolaringològic local)
- tetroxoprim (antibiòtic diaminopirimidínic)
- tezosentan (agent cardiovascular)
- tiabendazole (antihelmíntic)
- tiadenol (antihiperlipèmic)
- tiagabina (antiepilèptic)
- tiamazole (antitiroidal)
- tiamfenicol (antibiòtic)
- tiamina (emprat en la prevenció i el tractament del dèficit de vitamina B1)
- tiamulina (antifúngic)
- tianeptina (antidepressiu tricíclic)
- tiaprida (neurolèptic)
- tiaprost (luteolític (vet.))
- tiaramida (analgèsic)
- tiaramida (antiinflamatori)
- tibolona (anabolitzant)
- ticarcil·lina (antibiòtic penicil·línic)
- ticlopidina (anticoagulant)
- ticlopidina (inhibidor de l'agregació plaquetària)
- tietilperazina (antiemètic)
- tifluadom (agonista opiaci)
- tifluadom (diürètic)
- tigeciclina (antibacterià)
- tilactasa (emprat en el tractament de les malalties metabòliques)
- tilbroquinol (antidiarreic)
- tilbroquinol (antiprotozoari)
- tiletamina (anestèsic general (vet.))
- tiletamina (antiepilèptic)
- tilidina (analgèsic opioide)
- tiliquinol (antidiarreic)
- tiliquinol (antiprotozoari)
- tilmicosina (antibacterià macròlid (vet.))
- tilosina (antibiòtic macròlid (vet.))
- tiloxapol (tranquil·litzant)
- timalfasina (hormona tímica)
- timiperona (neurolèptic)
- timolol (emprat en el tractament del glaucoma)
- timolol (blocador d'adrenoreceptors beta)
- timonàcic (hepatoprotector)
- tinidazole (tricomonicida)
- tinzaparina sòdica (anticoagulant)
- tinzaparina sòdica (antitrombòtic)
- tioacetazona (antituberculós)
- tioclomarol (anticoagulant)
- tiocolquicòsid (relaxant muscular)
- tioconazole (antifúngic)
- tioguanina (antineoplàstic)
- tiomersal (antisèptic)
- tiomersal (desinfectant)
- tiopental sòdic (anestèsic intravenós)
- tiopronina (hepatoprotector)
- tiopronina (mucolític)
- tiopronina (antídot en la intoxicació per plom)
- tioproperazina (neurolèptic)
- tioridazina (neurolèptic)
- tiotepa (antineoplàstic)
- tiotixè (neurolèptic)
- tioxolona (antiseborreic)
- tipepidina (antitussigen)
- tipranavir (anti-VIH)
- tiram (antifúngic)
- tiram (antisèptic)
- tirapazamina (antineoplàstic)
- tiratricol (hormona tiroidal)
- tirilazad (inhibidor de la peroxidació lipídica)
- tirofiban (antiagregant plaquetari)
- tiroglobulina (hormona tiroidal)
- tiropanoat de sodi (emprat com a element de contrast en colecistocolangiografia)
- tiropramida (antiespasmòdic)
- tirosina (emprat com a suplement dietètic)
- tirotricina (antibiòtic polipeptídic)
- tirotrofina (hormona estimulant de la tiroide)
- tirotropina alfa (agent de diagnòstic)
- tisopurina (uricosúric)
- tixocortol (glucocorticoide)
- tizanidina (relaxant muscular)
- tobramicina (antibiòtic aminoglicosídic)
- tocaïnida (antiarrítmic)
- tocilizumab (immunomodulador)
- tocofibrat (hipolipemiant)
- todralazina (vasodilatador perifèric)
- todralazina (antihipertensor)
- tofisopam (tranquil·litzant)
- tolazamida (hipoglucemiant oral)
- tolazolina (blocador d'adrenoreceptors beta)
- tolazolina (vasodilatador perifèric)
- tolbutamida (hipoglucemiant oral)
- tolcapona (antiparkinsonià)
- tolciclat (antifúngic)
- tolicaïna (anestèsic local)
- tolmetina (antiinflamatori)
- tolnaftat (antifúngic)
- toloxatona (antidepressiu)
- toloxatona (relaxant muscular)
- tolperisona (relaxant muscular)
- tolpropamina (antial·lèrgic)
- tolpropamina (antihistamínic H1)
- tolterodina (antagonista muscarínic)
- tolterodina (antiespasmòdic)
- toltrazuril (antiprotozoari (vet.))
- tolvaptan (emprat en el tractament de la hiponatrèmia)
- topiramat (antiepilèptic)
- topotecan (antineoplàstic)
- torasemida (diürètic)
- toremifè (antineoplàstic)
- tosilat de bretili (antihipertensor)
- tosilat de suplatast (antial·lèrgic)
- tosilcloramida sòdica (desinfectant)
- tosilcloramida sòdica (antisèptic)
- tositumomab (immunomodulador)
- tosufloxacina (antibiòtic quinolònic)
- trabectedina (antineoplàstic)
- trafermina (factor de creixement fibroblàstic)
- tramadol (analgèsic)
- tramazolina (vasoconstrictor otorinolaringològic local)
- trandolapril (antihipertensor)
- tranilast (antihistamínic H1)
- tranilcipromina (antidepressiu IMAO)
- trapidil (vasodilatador)
- trapidil (inhibidor de l'agregació plaquetària)
- trastuzumab (antineoplàstic)
- travoprost (prostaglandina)
- trazodona (tranquil·litzant)
- tremacamra (antivíric)
- trenbolona (anabolitzant (vet.))
- treonina (emprat com a suplement dietètic)
- treosulfan (antineoplàstic)
- trepibutona (antiespasmòdic)
- trepibutona (colerètic)
- treprostinil (inhibidor de l'agregació plaquetària)
- treprostinil (vasodilatador)
- tretinoïna (queratolític)
- tretoquinol (broncodilatador)
- triacetina (antifúngic)
- triamcinolona (glucocorticoide)
- triamcinolona (antiinflamatori)
- triamterè (diürètic)
- triazolam (hipnòtic sedant)
- tribenòsid (esclerosant)
- tribromsalan (antisèptic)
- tribromsalan (desinfectant)
- triclabendazole (antihelmíntic)
- triclocarban (antisèptic)
- triclocarban (desinfectant)
- triclofós (hipnòtic sedant)
- triclormetiazida (diürètic)
- tricloroetilè (anestèsic inhalatori)
- triclosan (desinfectant)
- trientina (quelant)
- trientina (emprat en el tractament de les malalties metabòliques)
- triestearat de sorbitan (coadjuvant farmacèutic)
- trietiodur de gal·lamina (blocador neuromuscular)
- trifluoperazina (neurolèptic)
- trifluperidol (neurolèptic)
- triflupromazina (neurolèptic)
- trifluridina (antivíric)
- triflusal (anticoagulant)
- triflusal (inhibidor de l'agregació plaquetària)
- trihexifenidil (antiparkinsonià)
- trilostà (inhibidor dels corticoesteroides)
- trimebutina (antiespasmòdic)
- trimecaïna (anestèsic local)
- trimegestona (progestagen)
- trimeperidina (analgèsic opioide)
- trimetadiona (antiepilèptic)
- trimetazidina (vasodilatador coronari)
- trimetobenzamida (antiemètic)
- trimetoprim (antibiòtic diaminopirimidínic)
- trimetrexat (antineoplàstic)
- trimetrexat (antiprotozoari)
- trimipramina (antidepressiu tricíclic)
- trioleat de sorbitan (emulsionant)
- trioxisalèn (pigmentador dermatològic)
- tripamida (antihipertensor)
- tripamida (diürètic)
- tripamida (vasodilatador perifèric)
- triparsamida (tripanosomicida)
- tripelennamina (antial·lèrgic)
- tripelennamina (antihistamínic H1)
- triprolidina (antial·lèrgic)
- triprolidina (antihistamínic H1)
- triptòfan (antidepressiu)
- triptòfan (hipnòtic sedant)
- triptorelina (agonista del factor alliberador de l'hormona luteïnitzant)
- triptorelina (antineoplàstic)
- tritoqualina (antial·lèrgic)
- trofosfamida (antineoplàstic)
- troglitazona (hipoglucemiant oral)
- trolamina (coadjuvant farmacèutic)
- troleandomicina (antibiòtic macròlid)
- tromantadina (antivíric)
- trometamol (diürètic osmòtic)
- tropatepina (antiparkinsonià)
- tropicamida (anticolinèrgic)
- tropicamida (midriàtic)
- tropisetró (antiemètic)
- trospectomicina (antibiòtic aminoglicosídic)
- trovafloxacina (antibacterià fluoroquinolònic)
- troxerutina (vasoprotector)
- troxipida (antiulcerós)
- tuaminoheptà (vasoconstrictor otorinolaringològic local)
- tucaresol (immunoestimulant)
- tulobuterol (broncodilatador)

## U
| Índex: A B C D E F G H I J K L M N O P Q R S T U V W X Y Z — Especials Inici — vegeu també — enllaços externs |

- ubenimex (immunomodulador)
- ubidecarenona (cardiotònic)
- ulinastatina (inhibidor de la proteasa)
- ulipristal (modulador sintètic dels receptors de la progesterona)
- ulobetasol (glucocorticoide)

- ultralan (glucocorticoide)

- unoprostona (prostaglandina)

- urapidil (antihipertensor)
- urocinasa (enzim pancreàtic proteolític)
- urofol·litropina (agonista gonadotrofínic)
- urofol·litropina (estimulant de l'ovulació)
- ustekinumab (immunomodulador)

## V
| Índex: A B C D E F G H I J K L M N O P Q R S T U V W X Y Z — Especials Inici — vegeu també — enllaços externs |

- valaciclovir (antivíric)
- valdecoxib (antiinflamatori)
- valerat d'estradiol (estrogen)
- valganciclovir (antivíric)
- valina (emprat com a suplement dietètic)
- valnemulina (antibiòtic (vet.))
- valnoctamida (tranquil·litzant)
- valproat pivoxil (antiepilèptic)
- valproat semisòdic (antiepilèptic)
- valpromida (antiepilèptic)
- valrubicina (antineoplàstic)
- valsartan (antihipertensor)
- valspodar (anàleg de la ciclosporina)
- valtrat (hipnòtic sedant)
- vancomicina (antibiòtic glucopeptídic)
- vapreotida (anàleg de la somatostatina)
- vardenafil (vasodilatador perifèric)
- vareniclina (agonista nicotínic)
- vedaprofèn (antiinflamatori (vet.))
- venlafaxina (antidepressiu)
- veraliprida (antagonista dopaminèrgic)
- veraliprida (antiemètic)
- veraliprida (antipsicòtic)
- verapamil (antiarrítmic)
- verapamil (vasodilatador)
- verteporfina (antineoplàstic)
- vesnarinona (inhibidor de la fosfodiesterasa)
- vetrabutina (relaxant uterí)
- vidarabina (antivíric)
- vigabatrina (antiepilèptic)
- vildagliptina (hipoglucemiant oral)
- viloxazina (antidepressiu)
- viminol (analgèsic)
- viminol (antipirètic)
- vinblastina (antineoplàstic)
- vinburnina (vasodilatador cerebral)
- vincamina (vasodilatador cerebral)
- vincristina (antineoplàstic)
- vindesina (antineoplàstic)
- vinilbital (hipnòtic sedant)
- vinorelbina (antineoplàstic)
- vinpocetina (vasodilatador cerebral)
- viquidil (vasodilatador cerebral)
- virginiamicina (antibiòtic estreptogramínic)
- visnadina (vasodilatador)
- voglibosa (antidiabètic)
- voriconazole (antifúngic)
- vorozole (antineoplàstic)

## W
| Índex: A B C D E F G H I J K L M N O P Q R S T U V W X Y Z — Especials Inici — vegeu també — enllaços externs |

- warfarina (anticoagulant)

## X
| Índex: A B C D E F G H I J K L M N O P Q R S T U V W X Y Z — Especials Inici — vegeu també — enllaços externs |

- xamoterol (cardiotònic)
- xanomelina (agonista muscarínic)
- xemilofiban (agent cardiovascular)
- xenisalat (antiseborreic)
- xibornol (antibiòtic terpènic)
- xilazina (analgèsic (vet.))
- xilometazolina (vasoconstrictor otorinolaringològic local)
- ximelagatran (anticoagulant)
- xipamida (antihipertensor)
- xipamida (diürètic)

## Z
| Índex: A B C D E F G H I J K L M N O P Q R S T U V W X Y Z — Especials Inici — vegeu també — enllaços externs |

- zafirlukast (antiasmàtic)
- zalcitabina (anti-VIH)
- zaldarida (antidiarreic)
- zalepló (hipnòtic sedant)
- zaltoprofèn (antiinflamatori)
- zamifenacina (antagonista muscarínic)
- zanamivir (antigripal)
- zeranol (anabolitzant)
- ziconotida (analgèsic)
- zidovudina (anti-VIH)
- zileutó (antiasmàtic)
- zinostatina (antineoplàstic)
- zipeprol (antitussigen)
- ziprasidona (antipsicòtic)
- zofenopril (antihipertensor)
- zolazepam (anestèsic general (vet.))
- zolmitriptan (antimigranyós)
- zolpidem (hipnòtic sedant)
- zonisamida (antiepilèptic)
- zopiclona (hipnòtic sedant)
- zorubicina (antibiòtic antraciclínic)
- zorubicina (antineoplàstic)
- zotepina (neurolèptic)
- zuclopentixol (neurolèptic)